# Актобе
Актобе́ (до 1999 года Актю́бинск; каз. Ақтөбе / Aqtöbe МФА: [ɑqtøbe]о файле) — крупнейший город на западе Казахстана, административный центр Актюбинской области, одноимённой городской администрации и агломерации.
Площадь города составляет 2,3 тыс. км². В черте города протекают река Илек и несколько её притоков, на территории города находятся Актюбинское водохранилище на реке Илек (каз. Елек) и Саздинское водохранилище на реке Сазды. Вследствие расположенности во внутренней части Евразии и значительной отдалённости от океанов, климат города является резко континентальным.
Население города — 581,2 тыс. человек (на 1 октября 2024 года). Актобе занимает четвёртое место среди городов Казахстана по числу жителей; это крупнейший по населению областной центр страны и один из крупнейших городов Южного Урала. Национальный состав весьма разнообразен. Наиболее многочисленны среди населения казахи (81,39 %), русские (13,2 %) и украинцы (1,88 %). Вероисповедания горожан — преимущественно ислам и христианство. Формирующаяся Актюбинская агломерация, которая в будущем должна «вместить» 1,3 млн человек, включает в себя несколько десятков населённых пунктов вблизи Актобе.

## Название, официальные символы

### Название

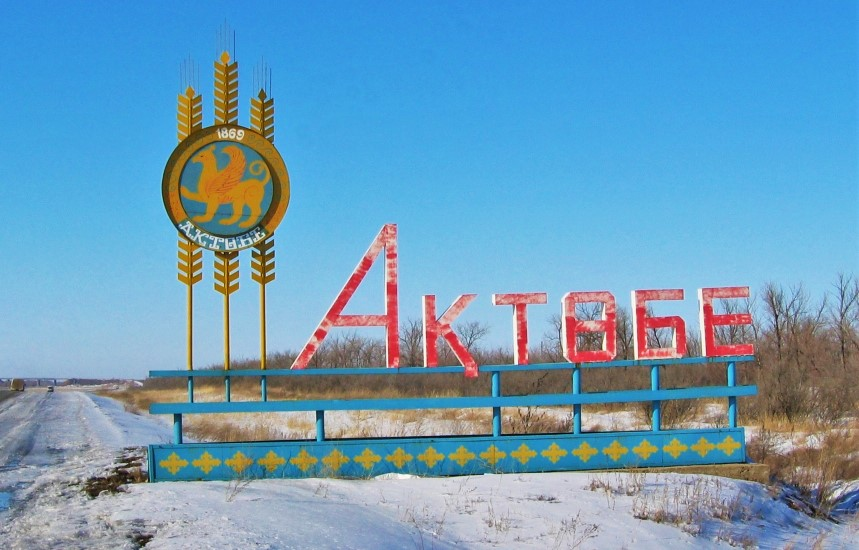
Герб и казахское название города на въезде в Актобе

С 1891 года, когда укрепление Ак-Тюбе (рус. дореф. Акъ-Тюбе или Акъ-Тюбя) стало уездным городом Российской империи, до 1999 года по-русски город назывался Актюбинск (рус. дореф. Актюбинскъ). 11 марта 1999 года президент Казахстана Нурсултан Назарбаев своим указом постановил «изменить транскрипцию названия на русском языке города Актюбинска Актюбинской области на город Актобе». Такое именование было принято Росреестром для официального использования как соответствующее «русской передаче казахских названий».
Казахское название города в его современной кириллической орфографической форме («Ақтөбе») существует с 1940 года, когда был принят алфавит на основе кириллицы. Ранее в 1929—1940 годах это название писалось на казахском алфавите на основе латиницы-яналиф («Aqtɵbe»), а ещё ранее — на казахском алфавите на основе арабо-персидской письменности («اقتوبە»). Ныне казахское название на основе арабской графики используется информационными ресурсами на казахском языке, которые ориентированы на казахов Китая (крупнейшая зарубежная казахская община) и стран Ближнего и Среднего Востока, которые продолжают использовать традиционный алфавит. После утверждения в 2018 году нового варианта казахского алфавита на основе латиницы, начался постепенный переход на использование латинского варианта названия города (сперва — Aqtóbe, с 2021 года — Aqtöbe).
Название города, образованное из слов ақ (от тюрк. aq — белый) и төбе (töpü — холм), означает «белый холм». По этой причине Актобе иногда называли «Город на белом холме» или «Беловершинск» (Бѣловершинскъ). Слово ақ в казахском языке, помимо значения «белый», также означает «неосквернённый», «чистый», «невинный».
Тюркские топонимы, этимологически подобные «Актобе», достаточно обычны как в самом Казахстане, так и за его пределами (см. также Актюба, Ахтуба, Актепа).

### Герб

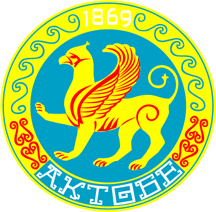
Герб города за авторством члена союза художников Казахстана Сагинтая Алимбетова

Первый герб Актобе был утверждён 18 октября 1968 года (автор: С. Т. Симонов). Спустя 20 лет, 24 декабря 1988 года городской Совет народных депутатов принял новый герб по проекту художника М. Ф. Луцина.
В 1998 году, к 130-летию со дня основания Актобе, был объявлен конкурс на новый герб города. Жюри, состоящее из учёных, архитекторов и представителей СМИ, из 50 конкурсных работ признало лучшим эскиз актюбинского художника, члена союза художников Казахстана Сагинтая Алимбетова. Герб был официально утверждён на 23-й сессии городского маслихата 24 июля 1998 года.
Герб имеет круглую форму, символизирующую «вечность мироздания». Надпись «Ақтөбе» сделана белым цветом — цветом «чистоты и святости», орнаменты голубого цвета означают «вечное движение воды», а орнаменты красного цвета — стилизованные тюльпаны (тюльпан — неофициальный символ города). В центре герба изображено крылатое существо с орлиной головой (грифон).

## Физико-географическая характеристика

### Географическое положение

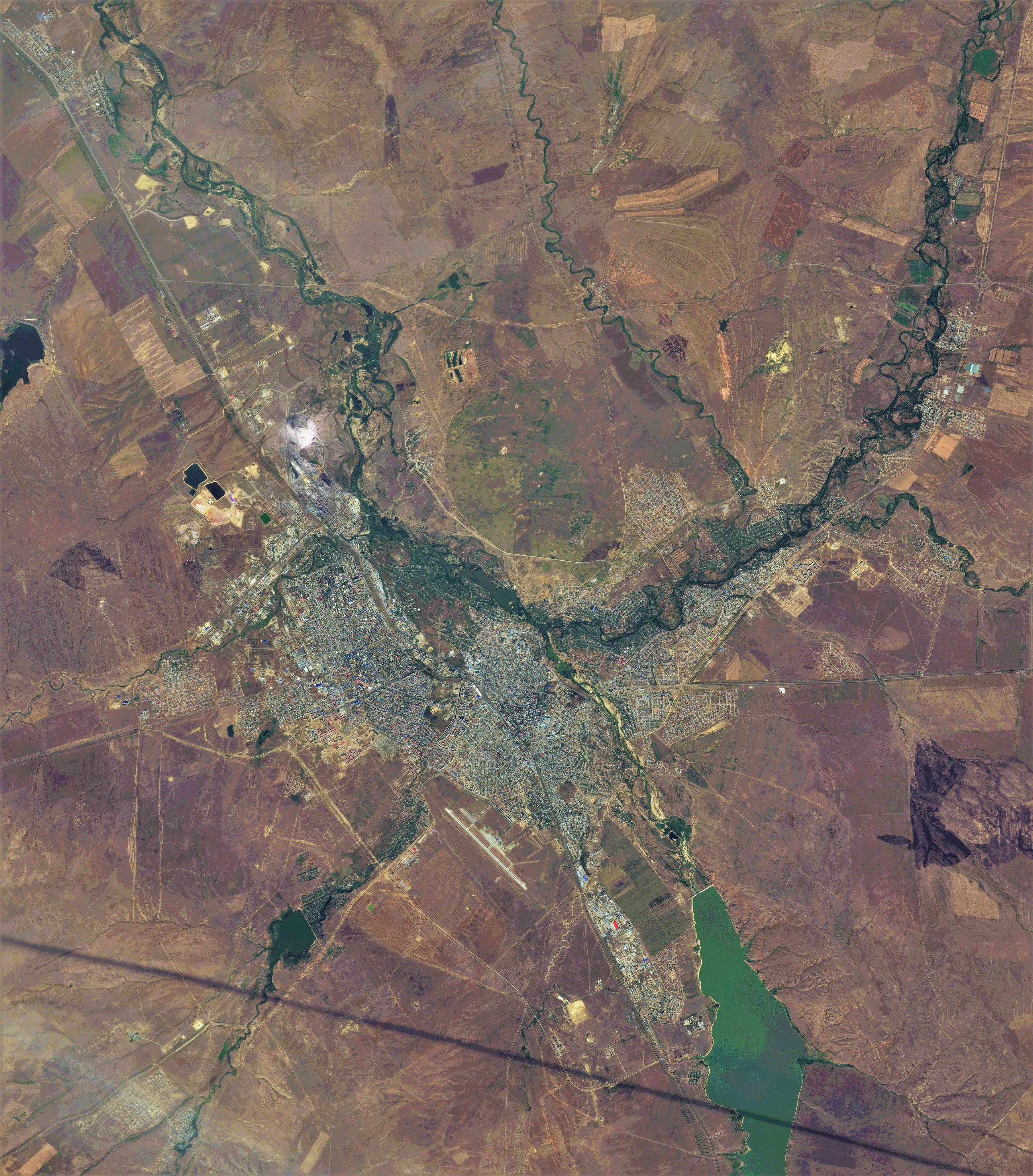
Космический снимок Актобе и его окрестностей, получен 7 сентября 2017 года со спутника ЕКА Sentinel-2

Географические координаты города: 50°18′00″ с. ш. 57°10′00″ в. д..
Город расположен в северной части Актюбинской области, по обоим берегам левого притока Урала реки Илек, в том месте, где в неё впадает река Каргалы, в центральной части Подуральского плато, представляющего собой равнину высотой 250-400 м. Характерной чертой Подуральского плато является то, что под почвами залегает меловой минеральный субстрат, в понижениях перекрытый палеогеновыми глинами, что приводит к тому, что в местах, в которых в результате эрозии был разрушен почвенный слой, обнажаются белоцветные меловые отложения.
| С-З | Оренбург ~ 253 км                 | Медногорск ~ 217 км | Орск ~ 145 км Новотроицк ~ 159 км  | С-В |
| З   | Уральск ~ 459 км                  | Роза ветров         | Аркалык ~ 1296 км Астана ~ 1678 км | В   |
| Ю-З | Атырау ~ 581 км Кульсары ~ 609 км | Кунград ~ 1225 км   | Шалкар ~ 349 км Аральск ~ 624 км   | Ю-В |

### Граница между Европой и Азией
Вопрос об определении границы между Европой и Азией является очень спорным. Если проводить границу между этими частями света по реке Урал, то Актобе несомненно окажется городом, расположенным в Азии. Однако, согласно наиболее распространённому среди географов мнению, граница Европы проходит по северному берегу Каспийского моря, вдоль реки Эмбы и далее по Мугоджарам. Таким образом, Актобе оказывается городом, расположенным в Европе. Впрочем, несмотря на географическое расположение, страны бывшего Советского Союза зачастую рассматриваются современными западными географами как некая отдельная территориальная единица, отличная как от Европы, так и от Азии.

### Гидрография

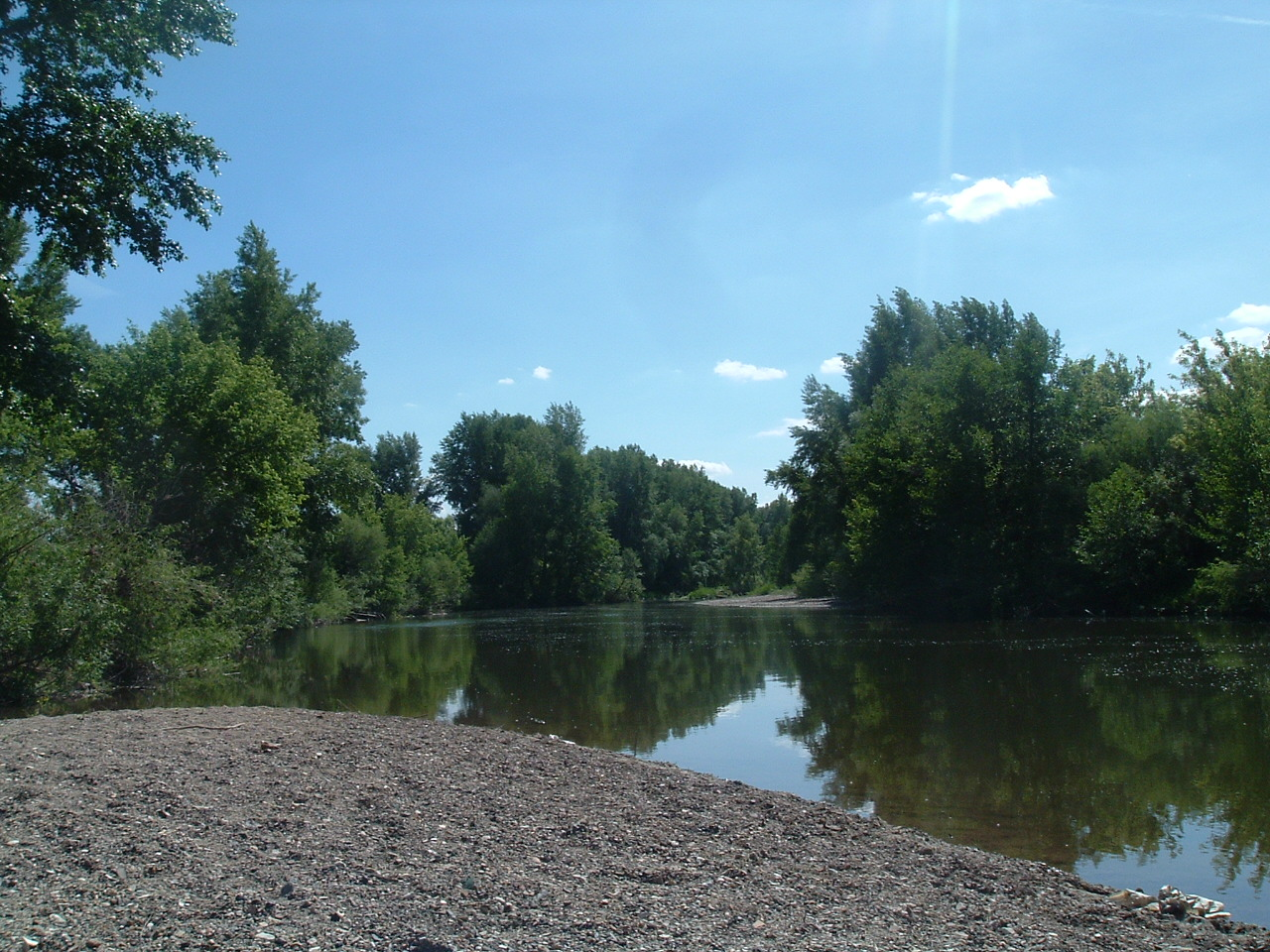
Река Каргалы на окраине города

Город расположен в том месте, где в реку Илек впадает река Каргалы и её долина расширяется до 15 км. Непосредственно по центру города протекает левый приток Илека река Сазды, на северо-западе — левый приток Илека река Жинишке. Поскольку русло реки Сазды пролегает в центральной части Актобе и вдоль него расположены крупные торговые и развлекательные центры, с 2010 года акиматом города ведутся работы по облагораживанию набережной. В южной части города находятся низовья левого притока Илека реки Тамды, однако в меженный период это русло пересыхает, образуя несколько плёсов. По северной окраине района Заречного протекает река Песчанка, левый приток реки Каргалы, за которой располагается село Каргалы. На запад от района Кирпичного, отделяя его от села Акжар, протекает нижняя часть правого притока Каргалы река Бутак.

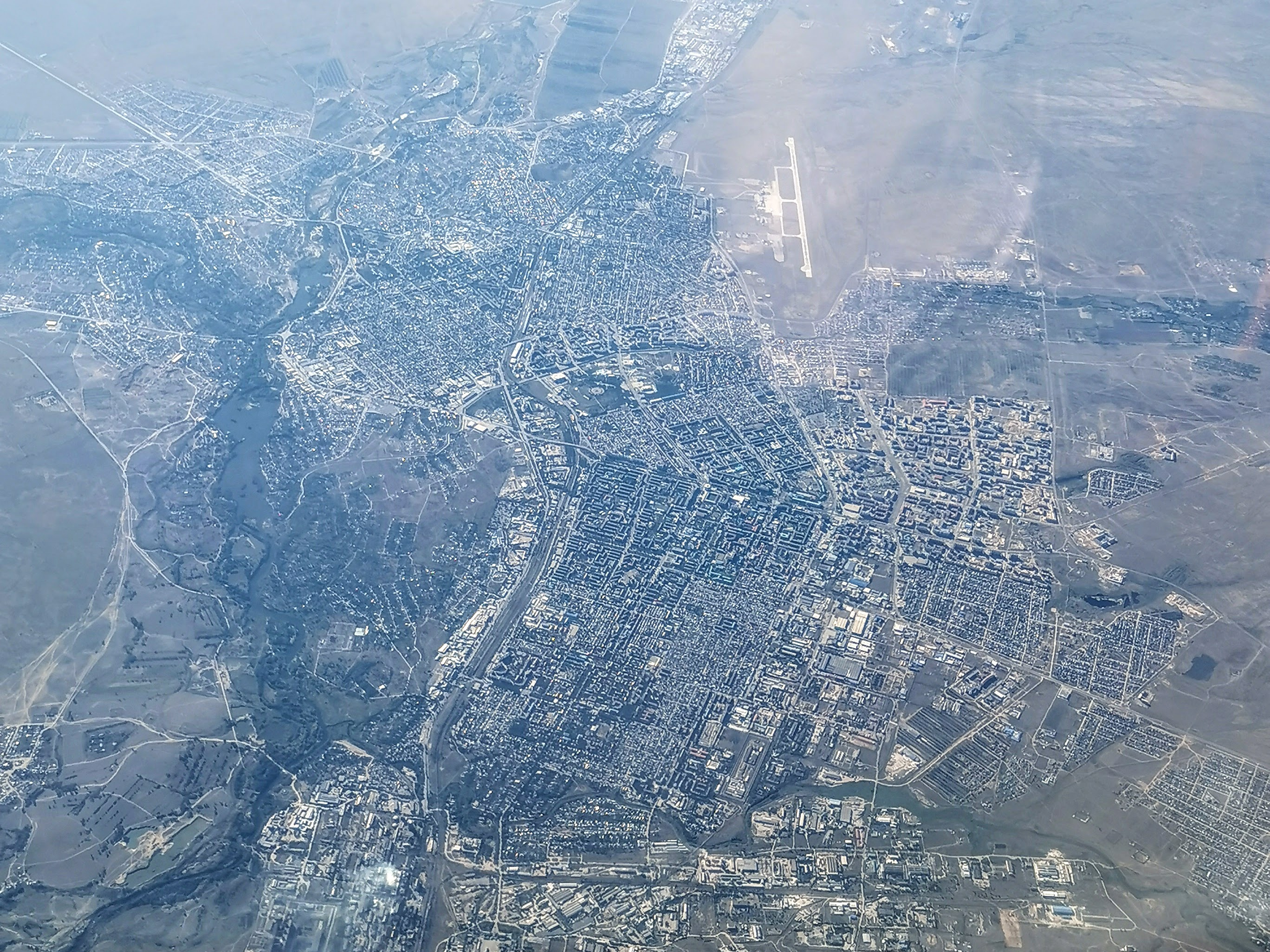
Актобе с высоты 11 000 метров (снимок из самолёта)

В 10 км к юго-востоку от города расположено Актюбинское водохранилище объёмом 245 млн м³, именуемое жителями «Актюбинским морем», оно было введено в эксплуатацию в 1988 году. Саздинское водохранилище в 8 км к юго-западу от города, являющееся традиционным местом отдыха горожан, было построено в 1967 году, а Каргалинское водохранилище, которое является самым крупным искусственным водоёмом вблизи Актобе, расположено вне территории, подчинённой городскому акимату, объём которого равен 280 млн м³, было введено в эксплуатацию в 1975 году и расположено в 60 км к северо-востоку от города.

### Климат
Климат в городе резко континентальный. Это обуславливается расположением города во внутренней части Евразийского континента и значительной отдалённостью от океанов. Резкая континентальность климата проявляется в температурных контрастах между дневным и ночным временем суток, между зимой и летом, а также в обилии солнечной радиации и в засушливости.
Зимой погода в Актобе находится под воздействием глубокого циклона над Исландией (исландский минимум) и мощного Сибирского антициклона с центром над Монголией. Под влиянием этих факторов образуются большие барические градиенты, направленные с юго-востока на северо-запад.
Суммарная солнечная радиация в Актобе составляет в среднем 108 ккал в сутки, среднегодовая продолжительность солнечного сияния в городе составляет 2316 часов.
Лето жаркое и продолжительное. Лето (период со среднесуточной температурой воздуха выше +15 °С) длится около четырёх месяцев с середины мая по середину сентября, зима умеренно холодная, возможны кратковременные оттепели. Наиболее высокий снежный покров наблюдается в феврале (31 см). Количество ясных, облачных и пасмурных дней в году: 174, 148 и 43 соответственно. Среднегодовое количество облачности 5,7 баллов. Максимальное количество осадков выпадает в июне: 35 мм, минимальное — в сентябре: 19 мм.
- Среднегодовая температура:+5,3 °C;
- Среднегодовая скорость ветра: 2,4 м/с:
- Среднегодовая влажность воздуха: 68 %.

| Показатель | Янв.  | Фев.  | Март | Апр.  | Май  | Июнь | Июль | Авг. | Сен. | Окт.  | Нояб. | Дек.  | Год   |
| --- | ----- | ----- | ---- | ----- | ---- | ---- | ---- | ---- | ---- | ----- | ----- | ----- | ----- |
| Абсолютный максимум, °C | 4,5   | 5,3   | 23,6 | 30,9  | 39,0 | 39,9 | 42,2 | 42,9 | 38,3 | 29,7  | 17,0  | 11,2  | 42,9  |
| Средний суточный максимум, °C                                                                                               | −8,1  | −7,1  | −0,4 | 13,3  | 22,0 | 28,2 | 29,9 | 28,3 | 21,7 | 12,1  | 0,7   | −5,7  | 11,2  |
| Средняя температура, °C | −12,3 | −11,9 | −5,4 | 7,0   | 14,9 | 20,9 | 22,7 | 20,7 | 14,0 | 5,7   | −3,2  | −9,7  | 5,3   |
| Средний суточный минимум, °C                                                                                                | −16,5 | −16,3 | −9,8 | 1,4   | 7,9  | 13,4 | 15,6 | 13,5 | 7,4  | 0,6   | −6,5  | −13,6 | −0,2  |
| Абсолютный минимум, °C | −48,5 | −45   | −37  | −18,9 | −7,6 | −0,9 | 4,1  | 0,7  | −7,9 | −26,3 | −35   | −41,5 | −48,5 |
| Норма осадков, мм | 25    | 23    | 26   | 31    | 34   | 35   | 29   | 27   | 19   | 27    | 28    | 29    | 333   |
| Источник: Климатические данные Актобе на сайте «Погода и климат». Дата обращения: 2 мая 2015. Архивировано 2 мая 2015 года. |       |       |      |       |      |      |      |      |      |       |       |       |       |

### Экология
Экологическая обстановка в Актобе считается неблагополучной. По данным Казгидромета за 2013 год, индекс загрязнения атмосферного воздуха в Актобе составил 4,2 единиц, что в несколько раз меньше, чем в Алма-Ате (11,5 единиц), который был признан городом с самым грязным воздухом. По всей территории города отмечается повышенное содержание диоксида азота и формальдегида в воздухе, а в районе таких промышленных предприятий, как АЗХС, АЗФ, Актюбинской ТЭЦ и возле посёлка Кирпичного, показатели превысили норму в три раза. Объективной оценке экологической ситуации мешает малое количество метеостанций, всего в городе насчитывается 3 станции вместо 23 необходимых.
Согласно исследованиям 2013 года, когда санитарно-эпидемиологический надзор проводил анализ воздуха в городе на наличие диоксида азота, диоксида серы, сероводорода и других веществ, основной причиной загрязнения воздуха была признана канализационная система города. Концентрация сероводорода в канализационных сетях может достигать 2 — 16 %, также сточные воды содержат большое количество сульфидов. Из-за этого в ночное и утреннее время жители нескольких районов и центральных проспектов города испытывают проблемы с запахом в воздухе. Помимо канализационной сети источниками сероводорода в городском воздухе являются отходы производства спирта (барда) на полях бывшего мясокомбината, полигон ТОО «Актобе Таза Кала» и старый мусорный полигон. Свою лепту вносит автомобильный транспорт, количество которого в 2013 году достигло 178 тыс. единиц.
Река Илек, на берегу которой расположен город, долгое время загрязнялась отходами бора с Алгинского химического завода и шестивалентного хрома с Актюбинского завода хромовых соединений, а это, в свою очередь, ведёт к загрязнению Урала, а затем Каспийского моря. Кроме того, АО «Акбулак» сбрасывает в реку около 10 млн м³ недоочищенных, из-за устаревших очистных сооружений, сточных вод в год. За превышение норм сброса предприятие ежегодно выплачивает штраф, но административные меры не привели к положительному результату.

### Растительность
Ещё в конце XIX века регион, в котором расположен Актобе, описывался как практически лишённый лесной флоры, но в то же время очень богатый на степную растительность. Вырубка тальниковых рощ в тогдашнем Актюбинском уезде привела к распространению песков из соседнего Иргизского уезда и исчезновению прежде богатой растительности. В советское время предпринимались меры для создания зелёного пояса вокруг города для защиты от зимних буранов и летних пыльных бурь.
Территория города входит в Актюбинский флористический округ, занимающий более половины Актюбинской области и северо-восточную часть Западно-Казахстанской области (160 тыс. км² между 51°45′00″ с. ш. 51°30′00″ в. д. и 47°30′00″ с. ш. 61°30′00″ в. д.). В Актобе и его окрестностях распространены следующие виды растений: кумарчик растопыренный, клоповник пронзённолистный, гулявник аптечный, шалфей пустынный, осока двутычинковая, оберна хлопушка, смолёвка мелкоцветковая, гулявник Лёзелиев, астрагал короткобобовый, горошек пестроцветный, бутень Прескотта, валериана русская, повилика хмелевидная, липучка обыкновенная, яснотка пурпурная, василёк шероховатый, камыш трёхгранный.

### Животный мир

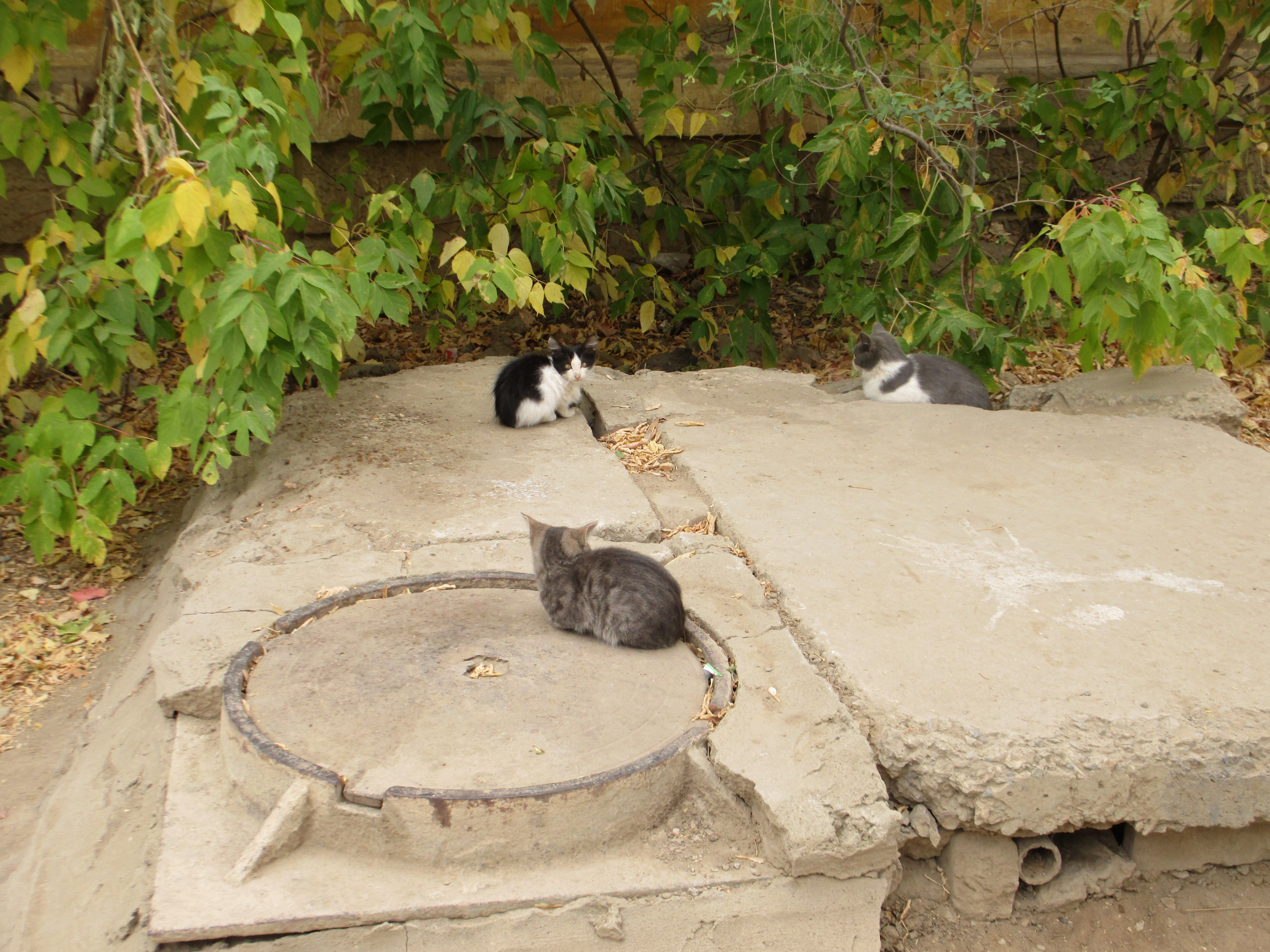
Актюбинские бездомные кошки

Территория Казахстана состоит из 22 зоогеографических участков. Город Актобе и вся северная часть Актюбинской области относится к западному степному участку, в котором, в отличие от других степных участков, обитают представители европейских лесных видов. Кроме того, в западном степном участке пустынная фауна богаче, чем в остальных степных участках. Широко распространённый пустынный вид перевязок здесь встречается лишь изредка, из монгольской фауны обычно можно встретить хомячка Эверсмана. Здесь также обитают казахстанские пустынные виды, а под Актобе можно встретить туранский вид гребенщиковых песчанок.
Как и в других городах, на улицах Актобе встречаются бродячие собаки и кошки. Собаки нередко нападают на жителей города (свыше 300 случаев в первом полугодии 2014 года), чаще всего это происходит весной и осенью. Наиболее опасными в этом плане являются район Центрального рынка, старая часть города и дачные участки. За год отлавливаются несколько тысяч животных, в основном, это собаки. Охотники за бездомными животными отстреливают их с помощью бесшумного ружья с дротиками (использование огнестрельного оружия в этих целях запрещено с 2013 года), начинёнными препаратами (дитилин). Туши животных отвозятся на скотомогильник. Ухоженных и явно домашних животных не отстреливают, а отправляют в частный приют, принадлежащий главе местного общества защиты животных.

## История

### В древнейшие времена

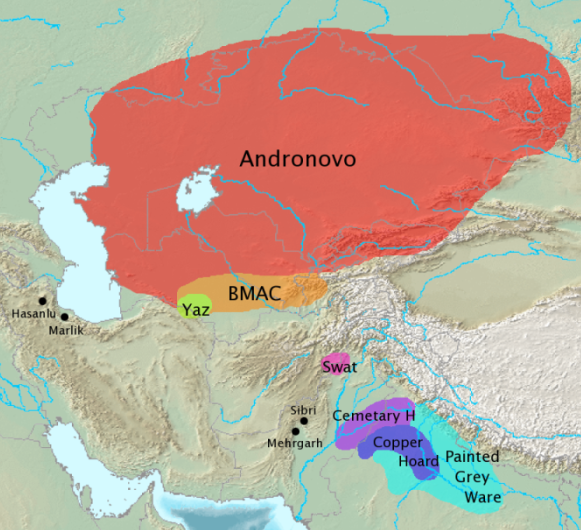
Карта распространения андроновской культуры (выделена красным цветом).

Древние племена, обитавшие на этой территории, занимались скотоводством. Они относились к андроновской культуре, были близки к племенам Северного Казахстана, но принадлежали к разным этническим группам. Примером широтной ориентировки прямоугольных и овальных могильников могут послужить захоронения Сынтас и Бесоба под Актобе. В степях возле города были найдены кольцеобразные каменные ограды и курганы, которые датируются бронзовым веком. Находки, относящиеся к среднему бронзовому веку, обнаружены у реки Каргалы возле современного Актобе.

### Основание крепости Ак-Тюбе

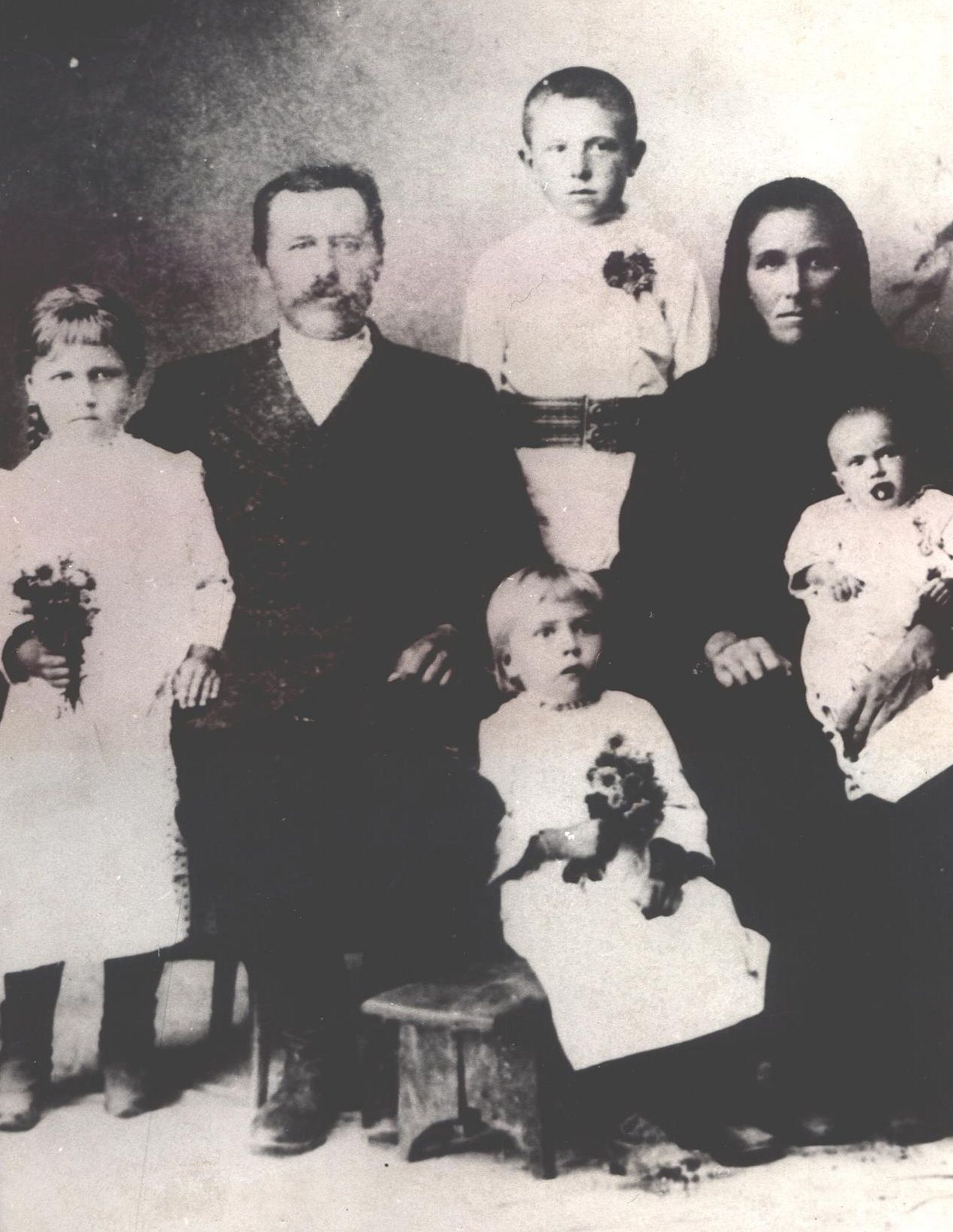
Семья одного из первых актюбинских переселенцев

В мае 1869 года к междуречью Илека и Хобды направился отряд из двух рот пехоты, сотни казаков и 14 орудий, которым командовал флигель-адъютант граф фон Борг (Юрий Александрович Борх). По настоянию военного губернатора края Льва Баллюзека, 15 (28) мая (или 14 (27) мая) на двух холмах в урочище у слияния рек Илек и Каргалы заложили Актюбинское укрепление (Ак-Тюбе). Были построены площадки для караула, гауптвахта, оружейное хранилище и подвалы для хранения продовольствия и боеприпасов.
Согласно данным Материалов по киргизскому землепользованию собранных в ходе экспедиции Ф.А. Щербины в 1898 – 1899 гг., территория, где впоследствии был основан г. Актюбинск, ранее проживал род Тама. После основания города таминцы поселились в междуречье Дамбара и Алабайтала впадающих в реку Жаксы-Каргалы. Территория нынешнего Актобе контролировалась братьями Арынгазиевыми, племянниками хана Младшего жуза Арынгазы, которых Баллюзек в своих отчётах охарактеризовал как неблагонадёжных. После прибытия отряда почти все местные жители откочевали на территорию Уральской области, хотя Баллюзек отмечал их лояльность, а в числе оставшихся были лишь султаны Арынгазиевы и повстанческий отряд под командованием Айжарыка Бекбауова (каз. Айжарық би Бекбауұлы), который прекратил сопротивление после первого поражения от казаков.
Одно из первых упоминаний Актобе относится к 1871 году:

Оренбургская Духовная Консисторія сообщаетъ къ свѣдѣнію, что въ оренбургской епархіи, съ разрѣшенія начальства, производятся нынѣ слѣдующія постройки:
1. церкви — а) каменныя въ <…> укрѣпленіи Акъ-Тюбя Тургайской области (отъ 14 января 1871 года — на средства жителей).— Сообщенія // Оренбургскія епархіальныя вѣдомости. — 1 февраля 1873. — № 3. — С. 100—101. Архивировано 4 августа 2025 года.
В первые десятилетия жизнь поселения была тесно связана с казахами — кочевыми скотоводами. Первый генеральный план застройки Актюбинска был разработан в 1874 году. Поселение было разделено на несколько районов: Курмы́ш, Татарская слобода, Оторва́новка. Первыми улицами молодого поселения стали Гарнизонная, Крепостная, Оренбургская, Илецкая и Георгиевская.

### В статусе уездного города

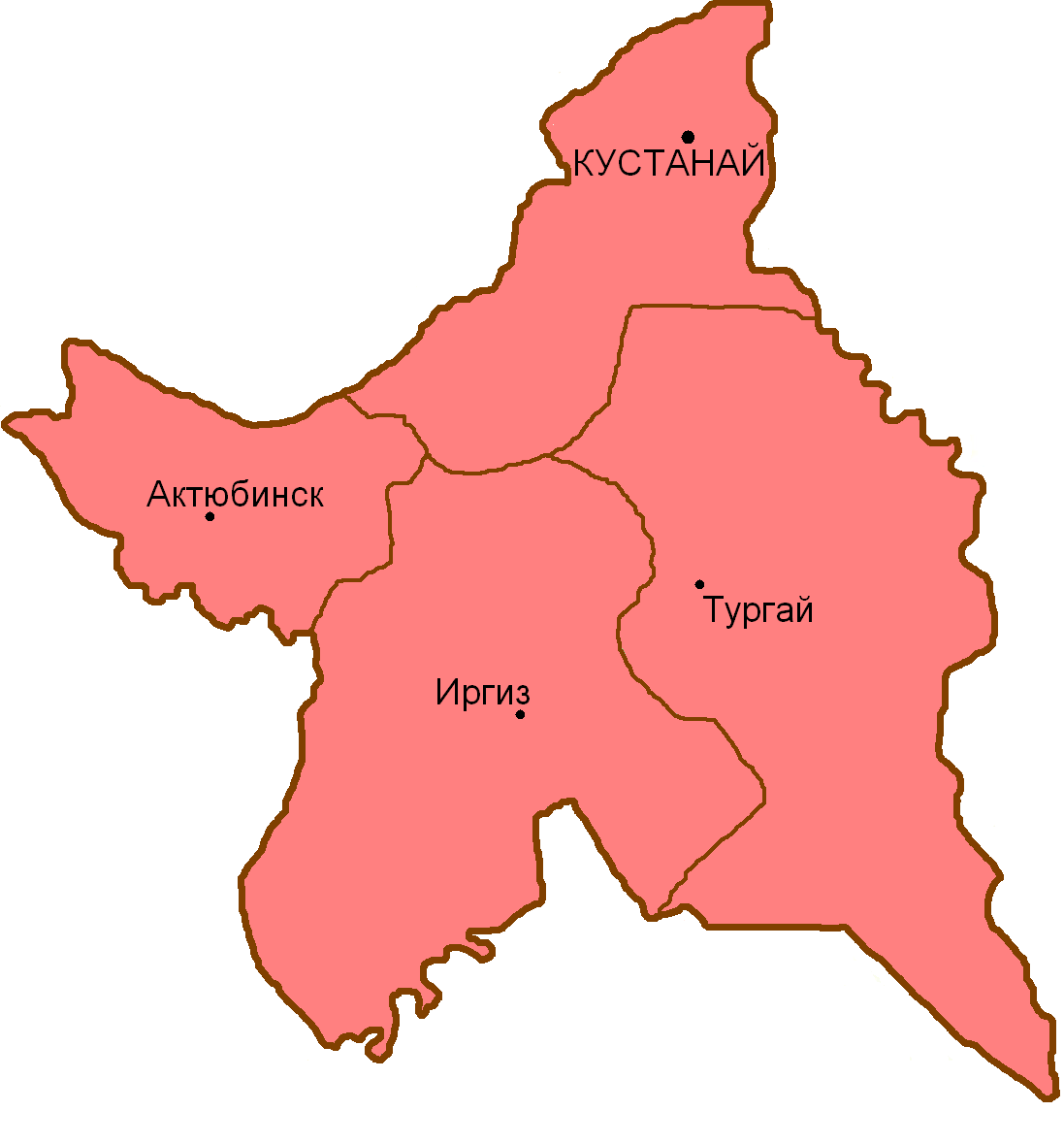
Карта Тургайской области

25 марта 1891 года «Положением об управлении в степных областях» поселение Ак-Тюбе, как и Кустанай, было преобразовано в уездный город Тургайской области Российской империи и получило название Актюбинск.
В отличие от Кустаная, который на раннем этапе показал быстрый рост, но затем вступил в период убыли населения и упадка, Актюбинску удалось сохранить стабильный медленный темп развития. К июлю 1886 года число дворов в Актюбинске достигло 177, но в голодные 1891—1892 годы многие жители покинули город. С 1893 года население опять начало возрастать. К 1895 году в городе значилось 2263 жителей, из них 1041 православных и 202 магометанина (мусульманина). В 1896 году прибыло около 100 семей, в основном из малороссийских губерний.
В 1902 году через город была проложена Ташкентская железная дорога сообщением Оренбург — Ташкент, что поспособствовало дальнейшему развитию экономики Актюбинска.
В 1905—1907 годах в городе неоднократно проводились народные демонстрации и стачки. В 1905 году в городе возникла группа РСДРП, 3 июня 1907 года был избран первый на территории Казахстана совет рабочих депутатов.

### Гражданская война
В годы Гражданской войны Актюбинск стал центром революционных сил Тургайского края. 8 (21) января 1918 года в городе была установлена советская власть. Красные проводили политику террора против оренбургского казачества, достоверно известно, что летом 1918 года в Актюбинске расстреливали по 10—12 человек за ночь. В начале июля того же года возник Актюбинский фронт, закрывший путь армии Колчака в Туркестан. 16 апреля (или 18 апреля) 1919 года Актюбинск штурмом был занят частями белой Отдельной Оренбургской армии.
1 сентября 1919 года началась атака красных на ставший временной базой Южной армии (Восточный фронт) Актюбинск со стороны посёлка Всесвятского (юго-запад города). 2 сентября два эскадрона красных взяли железнодорожную станцию, а два других эскадрона во главе с командиром 9-го полка перебили охрану тюрьмы и освободили несколько сотен пленных красноармейцев и большевиков, которые приняли участие в захвате Актюбинска. По городу открыли артиллерийский огонь, над ним летал аэроплан, сбрасывавший бомбы. Началась сильная паника, большинство жителей стало спешно покидать Актюбинск в юго-западном направлении, но подоспевшая конница красных отрезала часть отступавших. В 12 часов дня 2 сентября Актюбинск перешёл в руки красных.

### Советский период

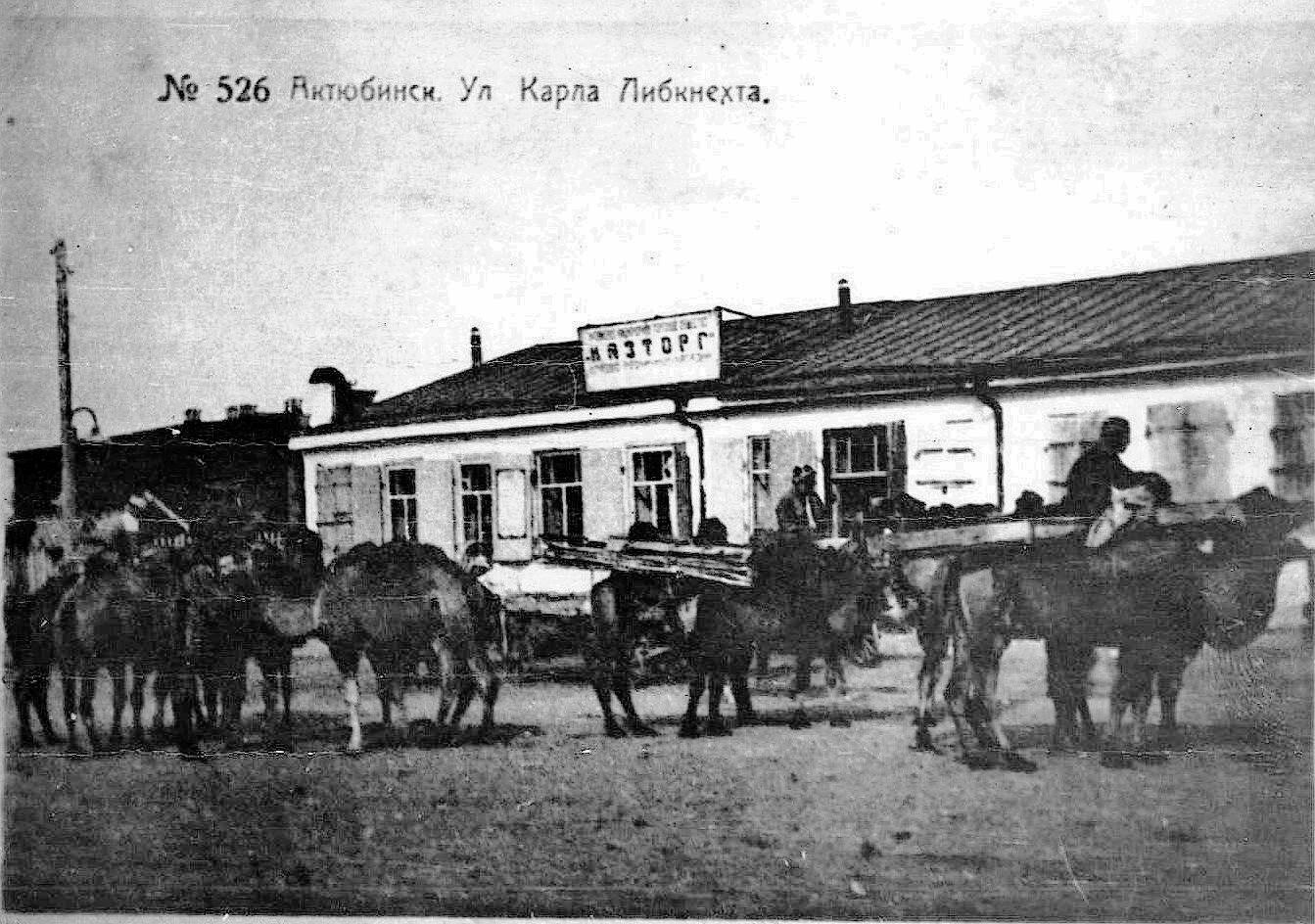
1930-е годы, ул. Карла Либкнехта

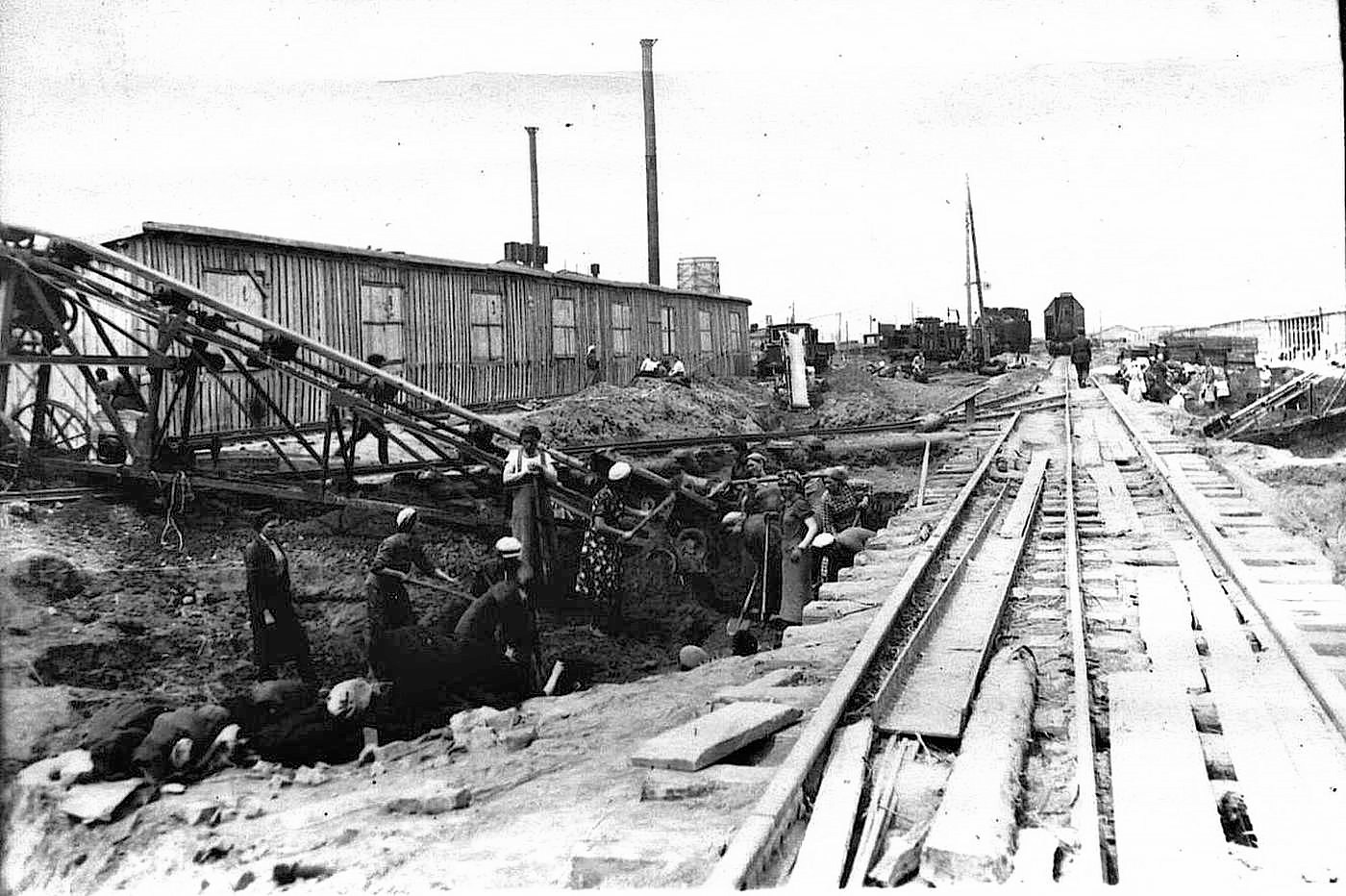
Работницы-женщины подают уголь на транспортёр, май 1942 года

В 1920-1925 годах Актюбинск был в составе Киргизской АССР РСФСР, затем в 1925 году переименованной в Казакскую АССР РСФСР, а в 1936 году город был включён в выделенную из РСФСР Казахскую ССР. В советский период Актюбинск успел побывать центром нескольких административно-территориальных единиц: Актюбинской губернии (1921-1928), Актюбинского района (1921-1922, 1928-1933, 1970-1997), Актюбинского уезда (1922-1928), Актюбинского округа (1928-1930) и Актюбинской области (с 1932 года).
В 1919-1922 годах население города, как и всего региона, пострадало от голода, точное количество жертв которого неизвестно. До ноября 1921 года в Актюбинской губернии пало 55 процентов поголовья скота. Из-за отсутствия еды население самостоятельно или организованно покидало места своего проживания. Актюбинскую губернию покинуло до 23 % её населения. Известно, что в губернии в январе 1921 года голодало 361 051 человек. Голод был таким, что население, как указывается в документах, питалось берёзовой корой и даже некоторыми видами глины. В ноябре 1921 года в городе Актюбинске скончалось 469 взрослых и 320 детей, за этот же период в городской больнице скончалось от голода 294 человека. Голод повторился в 1932—1933 годах. По данным милицейских архивов с ноября 1932 по июль 1933 года в Актюбинской области было захоронено 4373 человека, погибших от голода. Это лишь официальные данные. Фиксировались случаи каннибализма.
10 марта 1932 года город стал центром новообразованной Актюбинской области Казахской ССР. После этого был проведён первый водопровод длиной 10,5 км, было установлено 25 водоразборных колонок. За первые десять лет в статусе областного центра в городе было построено 2 электростанции, на улицах появилось 250 осветительных приборов. Были проведены работы по озеленению города, появились дорожки для пешеходов.
В годы Великой Отечественной войны в Актюбинске были сформированы 312-я стрелковая дивизия, 101-я национальная стрелковая бригада, 129-й миномётный полк и другие военные части и подразделения. Из 11 тысяч солдат 312-й стрелковой дивизии на полях боёв погибло 9,5 тысяч. Командир дивизии Александр Наумов стал первым обладателем звания «Почётный гражданин Актюбинска», 29 актюбинцев стали Героями Советского Союза.
Близкое расположение к источникам сырья обусловило создание промышленных предприятий в городе и превращение Актюбинска в один из крупных индустриальных центров Казахской ССР. В 1940-е — 1960-е годы в Актюбинске появились крупные промышленные предприятия: заводы ферросплавов, хромовых соединений, рентгеноаппаратуры, сельскохозяйственного машиностроения, мясной и молочный комбинаты, трикотажная, мебельная, швейная фабрики и др. Множество из них было эвакуировано во время Великой Отечественной войны из оккупированных районов Советского Союза. В августе 1941 года в город прибыло оборудование завода ферросплавов из Запорожья, осенью того же года была перевезена артель «Большевик» из Днепропетровска. Из Москвы в Актюбинск были эвакуированы предприятия «Электросчётчик», Московский рентгензавод, шерстепрядильная фабрика № 14 и др.
С 1960-х годов Актюбинск стал активно застраиваться жилыми массивами и микрорайонами. 3 мая 1962 года был образован Западно-Казахстанский край, включающий Актюбинскую область (центр — город Актюбинск), Уральскую область (центр — город Уральск) и Гурьевскую область (центр — город Гурьев) с центром края в Актюбинске. 1 декабря 1964 года Западно-Казахстанский край был упразднён. В 1977 году город стал центром Западно-Казахстанской железной дороги.
В советский период Актюбинск превратился в индустриальный город с множеством предприятий, стал промышленным и культурным центром региона и остаётся таковым до сих пор.

### Современный период
После распада СССР экономическая активность в Казахстане переместилась из промышленных центров (Караганда, Шымкент) в центры нефтяных регионов на западе страны: Актобе, Актау и Атырау.
В конце 1990-х — начале 2000-х годов в городе было отмечено снижение численности населения из-за репатриации представителей депортированных народов и специалистов, прибывших в Казахскую ССР в 1970-е — 1980-е годы.
В 2000-х годах в городе наблюдался строительный бум: по увеличению темпов строительства Актобе и Актюбинская область (279,5 %) перегнали даже Астану (212 %). В 2005 году планировалось ввести в эксплуатацию 137,1 тыс. м² жилищной площади, но по итогам года было введено 289 773 м² жилья. Индивидуальное строительство превысило планируемые показатели в пять раз. В общем счёте в 2005 году было построено в 2,8 раза больше жилья, чем в 2004 году.

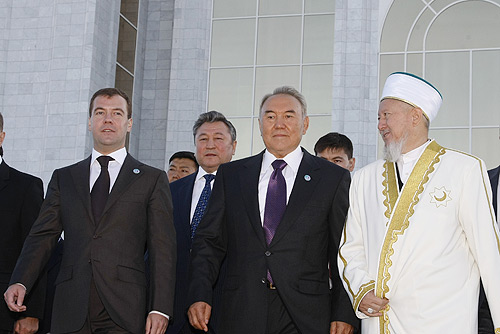
Президент России Дмитрий Медведев, аким Актюбинской области Елеусин Сагиндыков, президент Казахстана Нурсултан Назарбаев и Верховный муфтий Казахстана Абсаттар Дербисали в Актобе, 5-й Международный форум глав приграничных территорий (2008 год)

Из-за финансового кризиса 2007—2008 годов и последовавшего за ним мирового экономического кризиса в Актобе значительно снизились цены на недвижимость и аренду помещений. Земельные участки в городе обесценились на 30 %. Снизились заработные платы жителей города, некоторые предприятия урезали расходы на медицинское страхование, упал спрос на бытовую технику и электронику. Пассажиропоток в Актюбинском аэропорту снизился на 13 %, из-за девальвации национальной валюты начался спад реализации автомобилей в автосалонах города.
2010-е годы ознаменовались ростом религиозного экстремизма в Западном Казахстане. 17 мая 2011 года в Актобе 25-летним террористом-смертником Рахимжаном Махатовым был совершён подрыв возле Департамента КНБ, который стал первым такого рода происшествием в современном Казахстане. 26 июля того же года в одном из многоэтажных домов произошла перестрелка между полицейскими и четырьмя подозреваемыми в убийстве. Несмотря на то, что официального подтверждения причастности преступников к религиозным течениям не было, общественность сразу связала этот инцидент с ликвидацией банды экстремистов в Темирском районе, начавшейся 1 июля и стоившей жизни четырём работникам правоохранительных органов. Вскоре на окраине города в результате взрыва в одном из недостроенных домов погибли три человека, один из которых оказался оперуполномоченным управления ДВД Актюбинской области по борьбе с экстремизмом.
Из-за снижения курса российского рубля по отношению к тенге в конце 2014 года, в городе во много раз вырос спрос на российскую валюту, наблюдалась нехватка российской наличности в обменных пунктах. Увеличилось количество автомобилей с транзитными номерами Российской Федерации. Это привело к увеличению числа автомобильных пробок на дорогах Актобе.
20 августа 2015 года курс тенге был отправлен в свободное плавание и в последующем национальная валюта Казахстана обесценилась практически в два раза: 19 августа доллар США стоил 188 тенге, а к 19 января 2016 года он подорожал до 374 тенге. Вслед за этим в городе, как и по всей стране, повысились цены на товары и услуги. 1 января 2016 года государство перестало регулировать цену на т. н. «социальный хлеб», что привело к его подорожанию в Актобе.
5 июня 2016 года вооружённые исламисты (такфириты) совершили нападение на оружейные магазины «Паллада» и «Пантера» в Актобе. После этого террористы направились к войсковой части № 6655 Национальной гвардии Казахстана. В результате нападения на войсковую часть погибли трое военнослужащих, ещё шестеро были ранены. В городе был введён красный уровень террористической опасности, в ходе контртеррористической операции большинство террористов (18 человек) было убито, оставшиеся были задержаны правоохранительными органами. От рук боевиков погибли 3 военнослужащих и 4 гражданских лица.
В 2019 году было отмечено 150-летие со дня основания города. В честь этой даты в Актобе были проведены несколько сотен международных, республиканских и региональных мероприятий. Районы Актюбинской области обустроили 9 аллей и скверов на центральных улицах города.
Первый случай заболевания COVID-19 в Казахстане был зафиксирован 13 марта 2020 года. Тогда же в городе были отменены все культурно-массовые мероприятия в преддверии праздника Наурыз. 22 марта инфекция была впервые обнаружена у жительницы Актобе, которая прибыла авиарейсом из-за рубежа. 31 марта главный санитарный врач области ввёл ряд мер для сдерживания коронавирусной инфекции: был запрещён въезд и выезд из Актобе, руководителям государственных органов и организаций порекомендовали перевести работников на удалённую работу, жителям города ограничили передвижение без крайней необходимости, приостановили свою работу крупные торговые центры, детские сады и прочие учреждения. Вечером 6 апреля в городе был введён карантин. На тот момент во всём регионе было выявлено 11 случае заболевания COVID-19. Разрешение на работу получили продовольственные магазины, аптеки, промышленные предприятия, службы жизнеобеспечения, лечебно-профилактические организации, автозаправки и СТО. График работы общественного транспорта был сокращён, жителям запретили выходить на улицу без особой необходимости и передвигаться группами более трёх человек. Также было ограничено движение личного автотранспорта. Люди старше 65 лет должны были перейти на самоизоляцию. Карантин был снят постановлением главного санитарного врача региона 1 июня 2020 года, но действие ряда ограничительных мер сохранилось.

### Перспективы
В октябре 2017 года президент Казахстана Нурсултан Назарбаев заявил о желательности достижения городом численности населения в 1 миллион жителей: «В начале независимости в Актобе было 240 тысяч человек. Сейчас почти полмиллиона. Я хочу, чтобы здесь был миллион».
Планируется, что к 2030 году население города возрастёт до 625 тыс. человек, а в 2040 году преодолеет отметку в 1 млн жителей. К этому моменту площадь города должна вырасти с 29 739 га до 72 965 га (42 847 га по генеральному плану 2003 года). Актобе будет расширяться в восточном направлении. Индивидуальное жилищное строительство в черте города будет ограничено, строительное зонирование в новом генеральном плане ориентировано на многоэтажную застройку многоквартирными жилыми домами.
Актобе является единственным городом в Казахстане, который разделён на старую и новую части. Район Москва планируется застроить многоэтажными жилыми массивами с соответствующей инфраструктурой и сделать объединяющим центром города.

## Административно-территориальное устройство

### Акимат и местное самоуправление

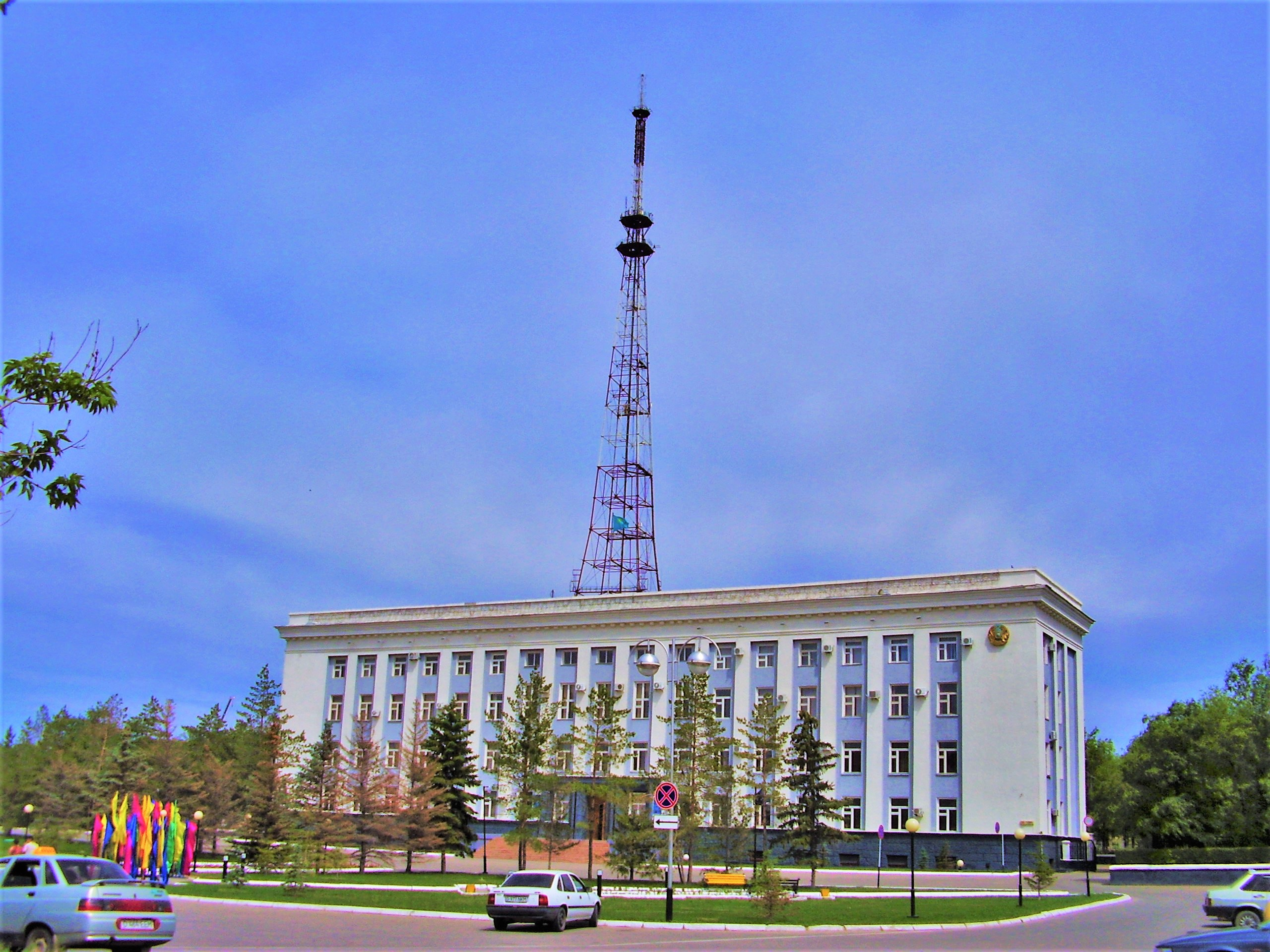
Акимат города

Акимат Актобе является исполнительным органом власти на территории города. Главой акимата является аким города, который назначается акимом Актюбинской области с согласия городского маслихата согласно Закону Республики Казахстан от 23 января 2001 года «О местном государственном управлении и самоуправлении в Республике Казахстан» (статья 32-1). Первым акимом города Актобе был Елеусин Сагиндыков, занимавший эту должность с 1996 по 2002 годы. С 26 июня 2023 года акимом города является Азамат Бекет.
Маслихат Актобе является местным представительным органом, депутаты которого избираются жителями города. Первая сессия I созыва городского маслихата состоялась 24 марта 1994 года. Маслихат состоял из 44 депутатов, а секретарём маслихата единогласно был избран Пётр Георгиевич Лащенов. Первая сессия последнего V созыва состоялась 20 января 2012 года. 19 марта 2023 года прошли внеочередные выборы депутатов городского маслихата по 32-м одномандатным округам. Из 330 965 избирателей проголосовали 147 426 (44,5 %). С 30 марта 2023 года секретарём городского маслихата является член партии «Аманат» Анар Нурлыбековна Даржанова (род. 1967).

### Городской бюджет
Доходы бюджета Актобе на 2020 год определены на уровне 92,8 млрд тенге (245,4 млн долларов США), затраты — 83,3 млрд тенге (221,6 млн долларов США).
К числу основных доходных источников бюджета Актобе относятся: налоговые поступления (42,9 млрд тенге), поступления трансфертов (44,2 млрд тенге) и поступления от продажи основного капитала (5,4 млрд тенге). Основные статьи расходов: образование (40,7 млрд тенге), жилищно-коммунальное хозяйство (21,6 млрд тенге), транспорт и коммуникации (8,2 млрд тенге), социальная помощь и социальное обеспечение (7,4 млрд тенге).
В перечень крупных налогоплательщиков Актюбинской области в основном входят компании нефтегазовой отрасли, но среди них есть и те, чья основная деятельность связана с городом Актобе: АО «Актюбинский завод хромовых соединений», ТОО «Анвар» (сеть супер- и гипермаркетов и магазинов), ТОО «Лучшее решение» (сеть супер- и гипермаркетов «Дина») и др.
| Доходы бюджета города Актобе (тыс. тенге) | Доходы бюджета города Актобе (тыс. тенге) | Доходы бюджета города Актобе (тыс. тенге) | Доходы бюджета города Актобе (тыс. тенге) | Доходы бюджета города Актобе (тыс. тенге) | Доходы бюджета города Актобе (тыс. тенге) | Доходы бюджета города Актобе (тыс. тенге) |
| 2007                                      | 2008                                      | 2009                                      | 2010                                      | 2011                                      | 2012                                      | 2013                                      |
| ----------------------------------------- | ----------------------------------------- | ----------------------------------------- | ----------------------------------------- | ----------------------------------------- | ----------------------------------------- | ----------------------------------------- |
| 19 960 534                                | ↗22 958 045                               | ↗31 153 571,1                             | ↘25 851 317                               | ↗32 110 525,5                             | ↗40 074 465,9                             | ↘36 735 584,2                             |
| 2014                                      | 2015                                      | 2016                                      | 2017                                      | 2018                                      | 2019                                      | 2020                                      |
| ↗43 961 147,7                             | ↘39 955 578,2                             | ↗54 608 824,5                             | ↗60 957 591,3                             | ↗70 151 110,1                             | ↗78 210 617,8                             | ↗92 834 981                               |

| Расходы бюджета города Актобе (тыс. тенге) | Расходы бюджета города Актобе (тыс. тенге) | Расходы бюджета города Актобе (тыс. тенге) | Расходы бюджета города Актобе (тыс. тенге) | Расходы бюджета города Актобе (тыс. тенге) | Расходы бюджета города Актобе (тыс. тенге) | Расходы бюджета города Актобе (тыс. тенге) |
| 2007                                       | 2008                                       | 2009                                       | 2010                                       | 2011                                       | 2012                                       | 2013                                       |
| ------------------------------------------ | ------------------------------------------ | ------------------------------------------ | ------------------------------------------ | ------------------------------------------ | ------------------------------------------ | ------------------------------------------ |
| 18 622 351                                 | ↗21 157 647                                | ↗29 509 144,4                              | ↘21 857 418                                | ↗34 144 105,5                              | ↗44 961 603,8                              | ↘40 668 501,6                              |
| 2014                                       | 2015                                       | 2016                                       | 2017                                       | 2018                                       | 2019                                       | 2020                                       |
| ↗45 442 226,4                              | ↘43 373 926,1                              | ↗60 159 206,4                              | ↗76 270 349,7                              | ↘71 556 212,7                              | ↗75 485 906,7                              | ↗83 834 981                                |

### Районы города

#### Административные районы

Район Астана
Район Алматы

До 1988 года, когда в СССР было издано постановление о ликвидации районного деления в городах с численностью населения ниже 400 тысяч, в составе тогдашнего Актюбинска было два района: Фрунзенский и Пролетарский.
Спустя 30 лет, на внеочередной 18-й сессии областного маслихата, состоявшейся в марте 2018 года, было принято постановление об упразднении всех сельских округов (они были включены в состав города), существовавших с 2013 года, а также о разделении города на два административных района, граница которых была проведена по линии железной дороги. В городском маслихате была проведена процедура публичных слушаний по учёту мнения населения, согласно которым было принято решение «учесть мнения населения города о присвоении наименований вновь образованным двум районам на территории города Актобе — Астанинский и Алматинский».
В состав района Алматы входят традиционные районы Курмыш, Ясный, а также бывшие сельские округа Курайлинский, Каргалинский, Благодарный. Согласно оценке акима района, численность населения района составляет примерно 420—430 тыс. человек. В состав района Астана входят районы и микрорайоны Москва, Жилгородок, Юго-Запад, Батыс-1 и Батыс-2, Шанхай, Болашак, Авиагородок, Аэропорт а также бывшие сельские округа Новый и Саздинский. Численность населения по оценке исполняющего обязанности акима района составляет 262 тысячи человек.

#### Традиционные районы
Собственно город Актобе делится на две основные географические части: Старый город (каз. Ескі қала) на склоне холма Ак-Тюбе, сконцентрированный вокруг железнодорожной станции, и Новый город (каз. Жаңа қала) на северо-западе, вдоль проспекта Абилкайыр хана, где расположены центры торговли и административные здания. К районам Старого города относятся Курмыш, Москва, Татарская слобода (Татарка), Оторвановка. Старая часть в основном застроена одноэтажными жилыми домами, имеются постройки дореволюционного периода. Районами Нового города являются Шанхай, Сазды, микрорайоны, Болашак, Кен Дала́, Батыс, Улы Дала.
Помимо перечисленных, существуют районы Жилгородок, Авиагородок, Авиатор-1, Авиатор-2, Самал, Юго-Запад-1, Юго-Запад-2, Коктем, Балауса, Жибек жолы, Заречный, Каргалинское (Жиля́нка), Кирпичный, Жанаконы́с (Новый), Акжа́р, Бауырласта́р, 41-й разъезд и др. Начиная с 2000-х годов появилось более 30 новых районов. С 2012 года начато строительство района Есет Батыр, который будет состоять из пяти микрорайонов, а количество жителей составит 260 тыс. человек.

#### Планировочные районы
Согласно генеральному плану Актобе город разделён на несколько планировочных районов, которые сами, в свою очередь, подразделяются на жилые и промышленные районы:
- Илекский планировочный район (центральная часть города) разделён на 1-й, 2-й, 3-й, 4-й жилые районы, а также районы Аэропорт и Ясное;
- Каргалинский планировочный район (к востоку от реки Илек) разделён на следующие жилые районы: Заречный, Жас Канат, Жасылтобе, Акжар, Каргалы;
- Восточный планировочный район (к востоку от Каргалинского) разделён на следующие жилые районы: Рауан, Есет Батыр-1, Есет Батыр-2, Кызылжар, Шыгыс;
- Западный планировочный район (к западу от Илекского планировочного района), включает в себя следующие жилые районы: Батыс-1, Батыс-2, Батыс-3, Батыс-4, Юго-Запад, Жанаконыс.;
- Северо-Западная промышленная зона включает в себя следующие промышленные районы: Северо-Западный-1, Северо-Западный-2, Северо-Западный-3, Северный;
- Южная транспортно-коммунальная зона включает в себя следующие промышленные районы: Транспортный, Южный, Научно-производственный, Южный транспортно-логистический, 41 разъезд.

#### История сельских округов (упразднены)
Общая площадь города, подчинённой городской администрации Актобе, составляет 2,3 тыс. км² (или 2375,64 км², согласно АИСЗГК).
В 1997 году, когда был упразднён Актюбинский район, сельские округа Благодарный, Каргалинский, Курайлинский и Новый, которые входили в состав района, и Саздинский округ Алгинского района были переданы в подчинение городского акимата Актобе и формально упразднены, однако для удобства управления в составе городского акимата были сохранены акимы сельских округов со штатом и полномочиями по их управлению. На тот момент в пяти бывших сельских округах в 22 населённых пунктах проживало 25 715 человек. В связи с развитием города и его пригородной зоны, фактическое количество поселений на территории бывших сельских округов достигло 50, число жителей возросло до 50 тыс. человек.
Весной 2013 года на внеочередной 11-й сессии областного маслихата в связи с административной реформой было принято решение создать 5 сельских округов в прежних границах: Благодарный сельский округ площадью 104 895 га с центром в селе Кенеса Нокина; Каргалинский сельский округ площадью 6671 га с центром в селе Каргалинское; Курайлинский сельский округ площадью 44 499 га с центром в селе Курайли; Новый сельский округ с территорией 26 994 га с центром в селе Жанаконыс; Саздинский сельский округ площадью 39 894 га с центром в селе Сазда.
После официального закрепления статуса сельских округов они стали более самостоятельными, у них появились собственные бюджеты и бухгалтерия. После этих реформ жители данных округов получили возможность участвовать в государственных программах «Развитие регионов» и «С дипломом в село». Предполагается, что в ведение акиматов сельских округов также будет передана часть городской коммунальной собственности, в том числе клубы, библиотеки и детские сады.
На внеочередной 18-й сессии областного маслихата, состоявшейся 20 марта 2018 года, было принято совместное постановление акимата и решение маслихата Актюбинской области «Об изменениях в административно-территориальном устройстве города Актобе Актюбинской области», согласно которому были упразднены все сельские округа, с 2013 года существовавшие на территории городского администрации Актобе. Было принято решение включить территории бывших сельских округов в состав города. В пакет документов указанного совместного постановления была включена схематическая карта административно-территориального деления города Актобе, на которой были указаны границы города, а также деление города на два административных района, граница которых была проведена по линии железной дороги. Документ вступил в силу через 10 дней после официальной публикации.

## Население
| 1897     | 1910     | 1926     | 1939     | 1959     | 1970     | 1979     | 1989     | 1991     | 1999     | 2004     | 2005     |
| -------- | -------- | -------- | -------- | -------- | -------- | -------- | -------- | -------- | -------- | -------- | -------- |
| 2817     | ↗10 716  | ↗20 861  | ↗48 749  | ↗96 680  | ↗149 914 | ↗190 569 | ↗253 532 | ↗265 300 | ↘253 088 | ↘249 759 | ↗253 952 |
| 2006     | 2007     | 2008     | 2009     | 2010     | 2011     | 2012     | 2013     | 2014     | 2015     | 2016     | 2018     |
| ↗258 014 | ↗262 830 | ↗268 644 | ↗345 687 | ↗348 956 | ↗361 258 | ↗367 391 | ↗371 357 | ↗377 752 | ↗387 807 | ↗450 154 | ↗476 967 |
| 2019     | 2020     | 2021     | 2022     | 2023     | 2024     |          |          |          |          |          |          |
| ↗487 994 | ↗500 803 | ↗513 004 | ↗549 381 | ↗559 965 | ↗570 475 |          |          |          |          |          |          |

### Численность, плотность, динамика роста
Актобе занимает первое место по численности населения в Западном Казахстане и является четвёртым городом в стране по этому показателю после Алма-Аты, Астаны и Шымкента. С пятого на четвёртое место по количеству жителей Актобе поднялся в октябре 2019 года, когда численность населения города достигла 497 381 жителей, обогнав по этому показателю Караганду (496 701 человек). К концу 2019 года население города перешагнуло отметку в 500 тыс. человек и на 1 октября 2022 года составляет 556 976 человек. Плотность населения на территории городской администрации (2,3 тыс. км²) составляет 242 человека на км².
Есть несколько причин такого изменения позиций. Во-первых, органы статистики стали учитывать 59 тыс. жителей сельских округов вблизи Актобе, расформированных в 2018 году и включённых в состав города. Во-вторых, естественный прирост населения в Актобе за 9 месяцев 2019 года составил 6807 человек, тогда как в Караганде за тот же период естественный прирост достиг отметки 2712 человек. В-третьих, за тот же период в Актобе наблюдался миграционный прирост в размере 2580 человек, тогда как в Караганде отмечалась миграционная убыль в размере 3741 человек.
Актобе является одним из самых быстрорастущих городов Казахстана, в 2003—2013 годах численность населения возросла на 50 %. Для сравнения, население городов Туркестана, Жанаозена и Каскелена, показавших самые впечатляющие темпы роста, за указанный период выросло на 78 %. Росту населения города способствует повышение уровня рождаемости и снижение количества детских смертей.
Главными источниками роста населения города являются естественный прирост и миграция. Так, по данным по территории, подчинённой городскому акимату, за период с 1 января 2011 года по 1 октября 2015 года естественный прирост населения составил 36 158 человек, а положительное сальдо миграционного прироста составило 3798 человек, однако последний показатель скрывает разнонаправленные потоки миграции:
- миграция за пределы СНГ (в основном, выезд в Германию этнических немцев, а также русских как членов смешанных семей) незначительна, её сальдо составило 76 человек, при этом миграционный отток в Германию составил 103 человека, миграционный обмен с другими странами вне СНГ был слабо положителен;
- миграция в пределах СНГ имела незначительное положительное сальдо (371 чел.), однако это результат взаимной компенсации двух значительных миграционных потоков: оттока русских (миграционное сальдо 1221 чел., в основном, в Россию) и притока этнических казахов (миграционное сальдо 1173 чел., в основном, из стран Средней Азии);
- миграционный обмен с другими регионами Казахстана имел отрицательное сальдо миграции − 5437 чел., в основном, это был отток этнических казахов (сальдо −5073 чел.);
- внутриобластные миграции формировали миграционный приток населения 9685 человек.

### Половая и возрастная структура
В начале 2020 года на территории, подчинённой городскому акимату, проживало 500 757 человек, из них мужчин — 236 939 человек, женщин — 263 818 человек. 150 179 человек находились в возрастной группе 0-15 лет (77 710 мужского и 72 469 женского пола). 299 062 человека были в трудоспособном возрасте 16-62 года у мужчин (144 527 человек) и 16-57 лет у женщин (154 535 человек). Людей в пенсионном возрасте — 51 516 человек, из них мужчин — 14 702 человека, женщин — 36 814 человек.

### Этнический состав
Этнический состав населения города разнообразен. По результатам переписи населения в 2009 году, самой многочисленной этнической группой на территории городской администрации Актобе были казахи. Вслед за ними со значительным отставанием расположились русские, ранее преобладавшие в городе. Доля украинцев, татар, немцев, корейцев и прочих национальных меньшинств незначительна.
| Народ     | Численность чел. | %      |
| --------- | ---------------- | ------ |
| в общем   | 2817             | 100 %  |
| русские   | 1728             | 61,3 % |
| украинцы  | 550              | 19,5 % |
| татары    | 276              | 9,8 %  |
| мордва    | 126              | 4,5 %  |
| казахи    | 96               | 3,4 %  |
| башкиры   | 10               | 0,4 %  |
| остальные | 31               | 1,1 %  |

| Народ     | Численность чел. | %      |
| --------- | ---------------- | ------ |
| в общем   | 48 749           | 100 %  |
| русские   | 26 041           | 53,4 % |
| украинцы  | 10 694           | 21,9 % |
| казахи    | 7641             | 15,7 % |
| татары    | 2672             | 5,5 %  |
| евреи     | 251              | 0,5 %  |
| мордва    | 241              | 0,5 %  |
| остальные | 1526             | 3,5 %  |

| Народ     | Численность чел. | %       |
| --------- | ---------------- | ------- |
| в общем   | 391 669          | 100 %   |
| казахи    | 286 672          | 73,19 % |
| русские   | 75 242           | 19,21 % |
| украинцы  | 12 694           | 3,24 %  |
| татары    | 6737             | 1,72 %  |
| немцы     | 2431             | 0,62 %  |
| корейцы   | 1248             | 0,32 %  |
| остальные | 6645             | 1,7 %   |

| Народ     | Численность чел. | %       |
| --------- | ---------------- | ------- |
| в общем   | 439 315          | 100 %   |
| казахи    | 335 182          | 76,30 % |
| русские   | 74 195           | 16,89 % |
| украинцы  | 11 755           | 2,68 %  |
| татары    | 6742             | 1,53 %  |
| немцы     | 2647             | 0,60 %  |
| корейцы   | 1244             | 0,28 %  |
| остальные | 7550             | 1,72 %  |

| Народ     | Численность чел. | %       |
| --------- | ---------------- | ------- |
| в общем   | 523 665          | 100 %   |
| казахи    | 426 188          | 81,39 % |
| русские   | 69 122           | 13,2 %  |
| украинцы  | 9 871            | 1,88 %  |
| татары    | 6 485            | 1,24 %  |
| немцы     | 2618             | 0,5 %   |
| корейцы   | 1164             | 0,22 %  |
| остальные | 8217             | 1,57 %  |

По данным на 1 октября 2022 года, население городской администрации Актобе составляло 60,2 % населения области, при этом в Актобе проживают 73,23 % всех русских в области. Аналогичная ситуация сложилась и у татар (73,59 %), корейцев (85,39 %), азербайджанцев (76,88 %), армян (81,08 %).

### Языки
Государственным языком Казахстана является казахский язык. Исторически сложилось так, что на территории Актюбинской области и, соответственно, в городе Актобе распространён западный диалект казахского языка, который имеет некоторые отличия от других диалектов казахского языка. Русский язык, ставший во времена СССР языком межнационального общения, продолжает выполнять эту функцию и в современном Казахстане. Территориальные диалекты в казахстанском варианте русского языка отсутствуют. Помимо владеющих казахским и русским языками, в городе проживает незначительное количество носителей других языков. На базе Дома дружбы (каз. Достық үйі) представителям различных этносов созданы условия для изучения своего языка, традиций и обычаев.
По данным переписи 2009 года, 92,5 % из 461 050 человек городского населения Актюбинской области (статистические данные, учитывающие население только города Актобе, не опубликовались, население Актобе составляет 75 % городского населения области) считали язык своей национальности родным. Казахский язык назвали родным 97,6 % (338 711) казахов, а русский язык был родным для 96,2 % русских (78 164). Среди представителей других национальностей этот показатель более низок: лишь 16 % украинцев, 47,9 % татар, 18,8 % немцев и 35,1 % корейцев назвали родным свой национальный язык.
Из 265 545 городских казахов старше 15 лет 97,6 % понимали устную казахскую речь, свободно читали и писали 94,1 % и 89,6 % соответственно. Среди 68 406 русских в этой возрастной категории устную казахскую речь понимали 42,8 %, свободно читали и писали 12,4 % и 9 % соответственно. Что касается владения русским языком, 94,4 % казахов в указанной возрастной категории понимали устную русскую речь, свободно читали и писали 86,1 % и 80,2 % соответственно. 97,7 % русских понимали русскую речь, 95,7 % свободно читали, 93,5 % могли свободно писать.
Согласно исследованию «Языковая ситуация в Актюбинской области» (2014), 34,1 % опрошенных респондентов — жителей Актобе считают, что русский и казахский языки используются в равной степени, 27,1 % опрошенных посчитало русский язык доминирующим без ущерба казахскому языку, а доля считающих, что казахский язык доминирует без ущерба русскому языку, составила 22,9 %. Количество признавших доминирование казахского языка в ущерб русскому языку оказалось выше (12,1 %), чем количество считающих русский язык доминирующим в ущерб казахскому языку (9,2 %). 94,6 % опрошенных горожан считают, что созданы все условия для владения и внедрения государственного языка, а доля тех, кто считают, что таких условий нет, составила 5,4 %. Частота использования казахского и русского языков в рабочих коллективах и учебных заведениях города составила 47 % и 50,8 % соответственно (английский язык — 2,3 %), что немного отличается от общеобластных показателей, где доминирующим в этой сфере языком является казахский (59,5 %), а следом идёт русский язык с долей в 39,3 % (английский язык — 1,2 %).
По результатам вышеназванного исследования, казахский язык является «родным» для 83,3 % жителей Актобе, следом идут русский (13,2 %), украинский (2 %), татарский (1,1 %), немецкий (0,5 %) и др. языки. Языком, на котором они думают, назвали казахский язык 47,2 % опрошенных, русский язык — 29,9 % респондентов, а 23 % признались, что думают и на том, и на другом языке. Доля респондентов, знающих казахский лучше русского и русский лучше казахского, распределилась примерно поровну — 50,7 % и 45,8 % соответственно. Доля тех, кто знает казахский лучше своего национального языка, составила 2,6 %. Русским языком в Актобе владеют 77,9 % тех респондентов, для кого русский язык не является родным (и русским, и английским владеют 10,8 %). Для казахского языка этот показатель намного ниже: им владеют лишь 8,1 % тех, для кого казахский не является родным языком (и казахским, и английским владеют 2 %).

### Актюбинская агломерация
Проект Актюбинской городской агломерации (каз. Ақтөбе агломерациясы) включает в себя город Актобе, его пригороды и ряд административных районов, окружающих территорию городской администрации. Общая численность населения — 541 тыс. человек (январь 2014). Планы по превращению города Актобе в современный урбанистический центр были высказаны президентом Казахстана Нурсултаном Назарбаевым в январе 2014 года. Ещё в сентябре 2013 года стало известно о планах создать в Казахстане ещё два города-миллионера, подобных Алма-Ате и Астане.
По мнению специалистов Министерства экономики и бюджетного планирования Казахстана в отдалённой перспективе демографическая ёмкость Актюбинской агломерации составит 1,3 млн человек. Изначально планировалось, что в состав агломерации войдёт 31 населённый пункт Алгинского, Каргалинского, Мартукского, Мугалжарского и Хромтауского районов (Хромтау, Алга, Кандыагаш и др.), но к 2014 году их количество увеличилось до 46 населённых пунктов в часовой доступности от Актобе.

## Экономика
Актюбинская область занимает 7-е место (▼ 3 места) по конкурентоспособности среди 16 регионов Казахстана (2015). Область занимает лидирующие позиции в Казахстане по производительности труда в машиностроении и сельском хозяйстве, регион показывает высокий рост оптовой и розничной торговли. Планируется, что результатом государственной поддержки развития Актюбинской агломерации станет рост валового регионального продукта (ВРП) на 6,6 % и инвестиций в основной капитал на 20 % к 2020 году. В 2015 году инвестиции в основной капитал составили 114,3 млрд, из них 65,9 % пришлись на собственные средства предприятий города. Несмотря на то, что малый и средний бизнес в Актобе развит относительно слабо, город имеет высокую привлекательность для инвесторов.
По объёму ВРП Актюбинская область занимает шестое место среди регионов Казахстана. Объём ВРП на душу населения в Актобе (2013) составляет 1490,7 тыс. тенге (9893 доллара США), что ниже среднеобластных показателей — 2263,7 тыс. тенге (15 023 доллара США). Экономический рост города обеспечивают ускоренное развитие индустриального комплекса, строительной индустрии, а также сферы услуг — торговли и транспорта. За 9 месяцев 2013 года ВРП города достиг 1 193 256,3 млн тенге (в 2013 году ВРП Актюбинской области составил 1 816 346,2 млн тенге).

### Занятость и уровень жизни
Содействие в трудоустройстве безработных граждан Актобе, обеспечение информацией о состоянии рынка труда и тому подобные функции выполняет Городской отдел занятости и социальных программ.
Согласно отчётам администрации города, официально зарегистрированный уровень безработицы в Актобе составляет 0,2 % (в органах занятости зарегистрированы 420 человек, март 2015), что чуть ниже областных показателей — 0,3 %; в то же время рассчитанные по методике Международной организации труда показатели безработицы в области составляли 4,9 %, а в целом по Казахстану 5 %. Стоит учесть, что по мнению некоторых аналитиков, данные о количестве безработных в Казахстане могут быть сильно преуменьшены.
Среднемесячная номинальная заработная плата в городе на 2014 год составила 110 640 тенге. Когда в 2015 году были обнародованы данные о том, что в среднем актюбинцы получают свыше 100 тыс. тенге в месяц, многие жители отнеслись к таким цифрам скептически.
В целом по Актюбинской области в 2015 году темпы роста инфляции оказались ниже среднереспубликанских показателей (12,2 % против 13,6 %). То же касается цен на продовольственные товары — 10,3 % против 10,9 % в среднем по стране. Согласно данным Комитета по статистике Министерства национальной экономики Казахстана о ценах на основные продовольственные товары в феврале 2015 года, цены в Актобе ни по одному наименованию из представленного перечня продуктов не вошли в список самых дешёвых или самых дорогих.

### Промышленность
Актобе — крупный индустриальный центр, тесно связанный с месторождениями хромита к востоку от города. В нём расположены заводы ферросплавов, хромовых соединений, сельскохозяйственного машиностроения, рентгеноаппаратуры и др. Развиты химическая, лёгкая, пищевая промышленность.
В 1930 году к югу от города началось строительство одного из первых и крупнейших предприятий химической промышленности в Казахстане Актюбинского химического комбината, возле которого затем вырос город Алга. После распада СССР производство на химическом комбинате было приостановлено и некогда градообразующее предприятие пришло в полный упадок. В 2018 году власти региона приняли решение о полной ликвидации комбината. Введённый в строй в 1943 году Актюбинский завод ферросплавов стал первым предприятием чёрной металлургии в Казахстане.
Стоимость продукции предприятий города в 2014 году достигла 257,9 млрд тенге (1,44 млрд долларов США) и составила 20,7 % от общеобластных показателей, что на 1,7 % ниже показателей предыдущего года. На долю металлургической промышленности приходится более 30 % от всей произведённой в городе продукции, а на химическую промышленность — 10,3 % от общего объёма.
Крупнейшими предприятиями города являются Актюбинский завод ферросплавов, завод «Актюбрентген», Актюбинский завод хромовых соединений и ряд предприятий пищевой промышленности. На АЗФ производится 22 % ферросплавов Казахстана. АЗХС является единственным предприятием в стране, производящим окись хрома, хромовый ангидрид, дубильные вещества, дихромат натрия.
В Актобе расположены крупные предприятия пищевой промышленности, производящие муку, кондитерские и макаронные изделия, растительное масло и другую продукцию.
Актюбинская область — один из четырёх регионов Казахстана, где сосредоточено производство ликёро-водочной продукции. Местный производитель водки ТОО «Геом» (Wimpex) является одним из крупнейших производителей водки в Казахстане и занимает 22 % этого рынка. Производством алкоголя также занимаются ТОО «Актюбинский завод шампанских вин», ЗАО «Арай», ТОО «Кентавр», Актюбинский ликёро-водочный завод «Кристалл», казахско-немецкое совместное предприятие «Омирбек» и ТОО «Трансмарс». Компании «Омирбек» и «Геом» несколько раз входили в список самых крупных налогоплательщиков Актюбинской области.

### Сельское хозяйство
На конец 2014 года на территории, подчинённой городскому акимату Актобе было зарегистрировано 319 сельскохозяйственных предприятий, которыми было произведено продукции на 11 998,7 млн тенге (▼ 5,4 %). Из них на растениеводство приходилось 4112,5 млн тенге, а на животноводство — 7582,8 млн тенге. В общей сложности в 2014 году ими было произведено 4,8 тысяч тонн мяса, 24,9 тысяч тонн молока, 121,2 млн штук яиц.
Несмотря на выделенные субсидии в размере 360 млн тенге, городские фермеры-животноводы смогли лишь удовлетворить потребность актюбинцев в яйцах. В 2014 году фермеры произвели 2,9 тыс. тонн мяса и 20 тыс. тонн молока, тогда как потребность в мясе и молоке составляет 20,7 тыс. и 71,4 тыс. тонн соответственно. Однако другие виды продовольствия (мука, растительное масло) были произведены в несколько раз больше необходимого количества.
На территории, подчинённой городскому акимату в 2012 году был зарегистрирован 32 021 садовый участок в составе коллективных садоводств, а также 1101 огородный участок в составе коллективных огородов. Часть так называемых садоводческих участков используется не только для приусадебного садоводства и огородничества, но и для временного (сезонного) проживания с целью отдыха и в качестве индивидуального жилого сектора для постоянного проживания, число жителей, которые используют строения на садовых участках для постоянного проживания, оценивается в 40 тыс. человек. По мнению руководства города, дачи мешают развитию Актобе. Оформление разрешительных документов на строительство дач было приостановлено, а уже существующие садовые участки планируется освободить для постройки многоэтажных домов. В будущем дачные массивы разместятся в 10-20 км от города.

### Торговля и сфера услуг
Основными площадками для торговли в городе долгое время оставались рынки (базары), число которых в 2014 году достигло 28. Самым крупным из них является Центральный рынок (Колхозный рынок). Акиматом города ведутся работы по открытию коммунальных мини-рынков для продукции местных производителей и садоводов-дачников.
Сохраняется ежегодный рост объёма розничного товарооборота. Если в 2012 и 2013 годах он достиг 309,3 и 317,9 млрд тенге соответственно, то в 2015 году поднялся до 391,8 млрд тенге.
С 2000-х годов наблюдается тенденция переоборудования базаров под открытым небом в крытые павильоны и строительства торгово-развлекательных центров. В 1998 году предприниматели Байжаркиновы построили один из первых крупных торговых центров города — «Нурдауле́т». В последующие годы появилось ещё множество крупных торговых центров: «Мега Шыгыс» (2006), «Айна», «Aqtobe Mall» (2007, в прошлом — «Алатау»), «KeruenCity» (2009, в прошлом — «Mega Aktobe»), «Алия Center» (2011), «Арай», «CITY Shopping Center» (2015), «Kökjar» (2022), «Dalida» (2022).
В городе на данный момент действуют две крупные сети супермаркетов «Анва́р» и «Ди́на». Первым гипермаркетом в Актобе стал «Олжа» (6500 м²), открывшийся в 2009 году. В 2011 году открылся второй гипермаркет «Олжа», который занял весь первый этаж (5500 м²) крупного торгового центра, построенного на месте рынка «Алия». В том же году собственный гипермаркет площадью 7500 м² открыла сеть «Дина», а в конце 2015 года гипермаркет появился у сети «Анвар». Гипермаркеты «Олжа», ставшие первыми в своём роде не только в Актобе, но и во всём Западном Казахстане, ныне закрыты.
Имеются филиалы всех крупных казахстанских сетей магазинов бытовой техники и электроники «Alser» (3 филиала), «Fora» (2 филиала), «Мечта» (4 филиала), «Sulpak» (4 филиала), «Технодом» (4 филиала) и «Белый ветер» (4 филиала).

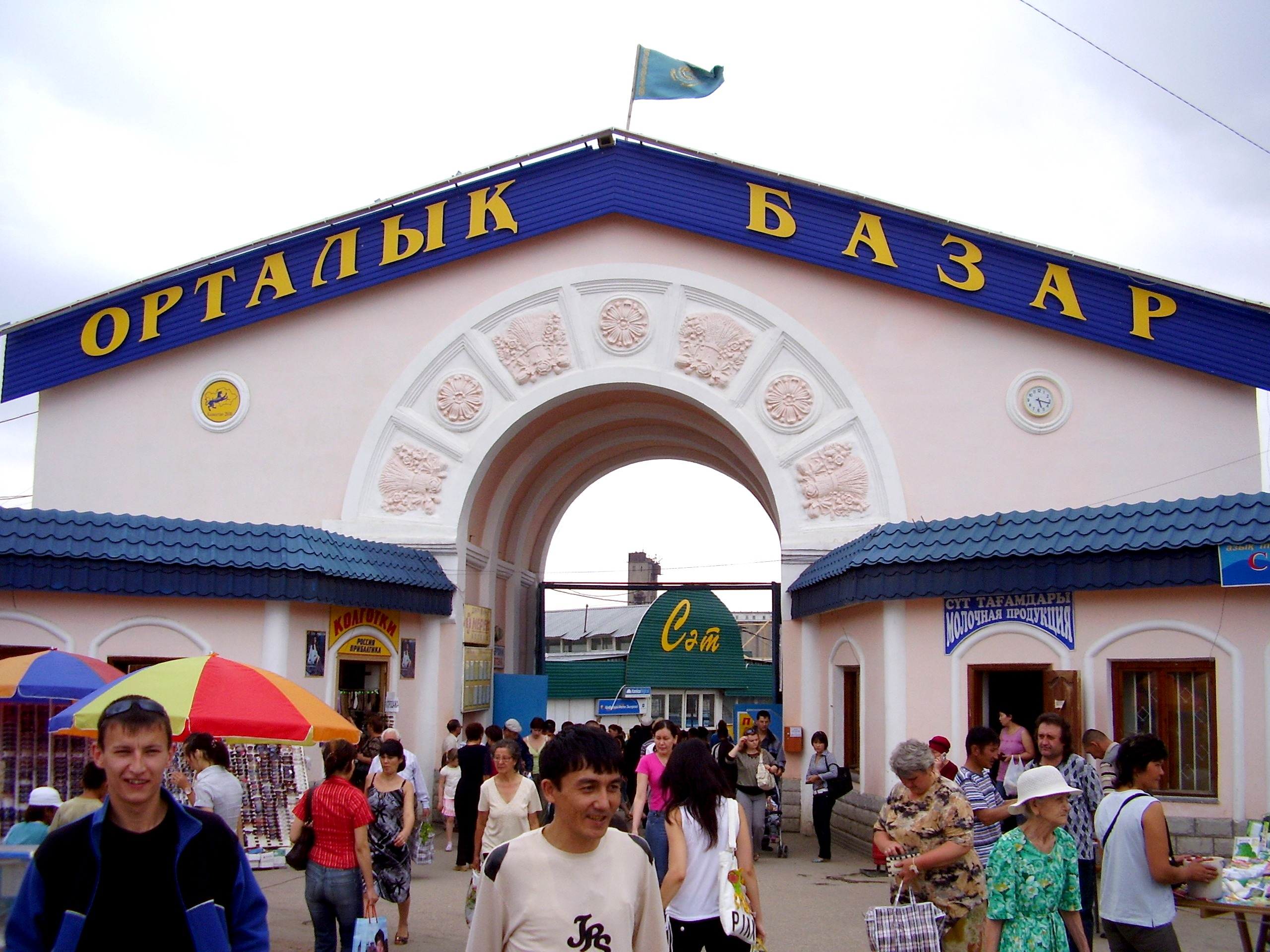
Центральный рынок
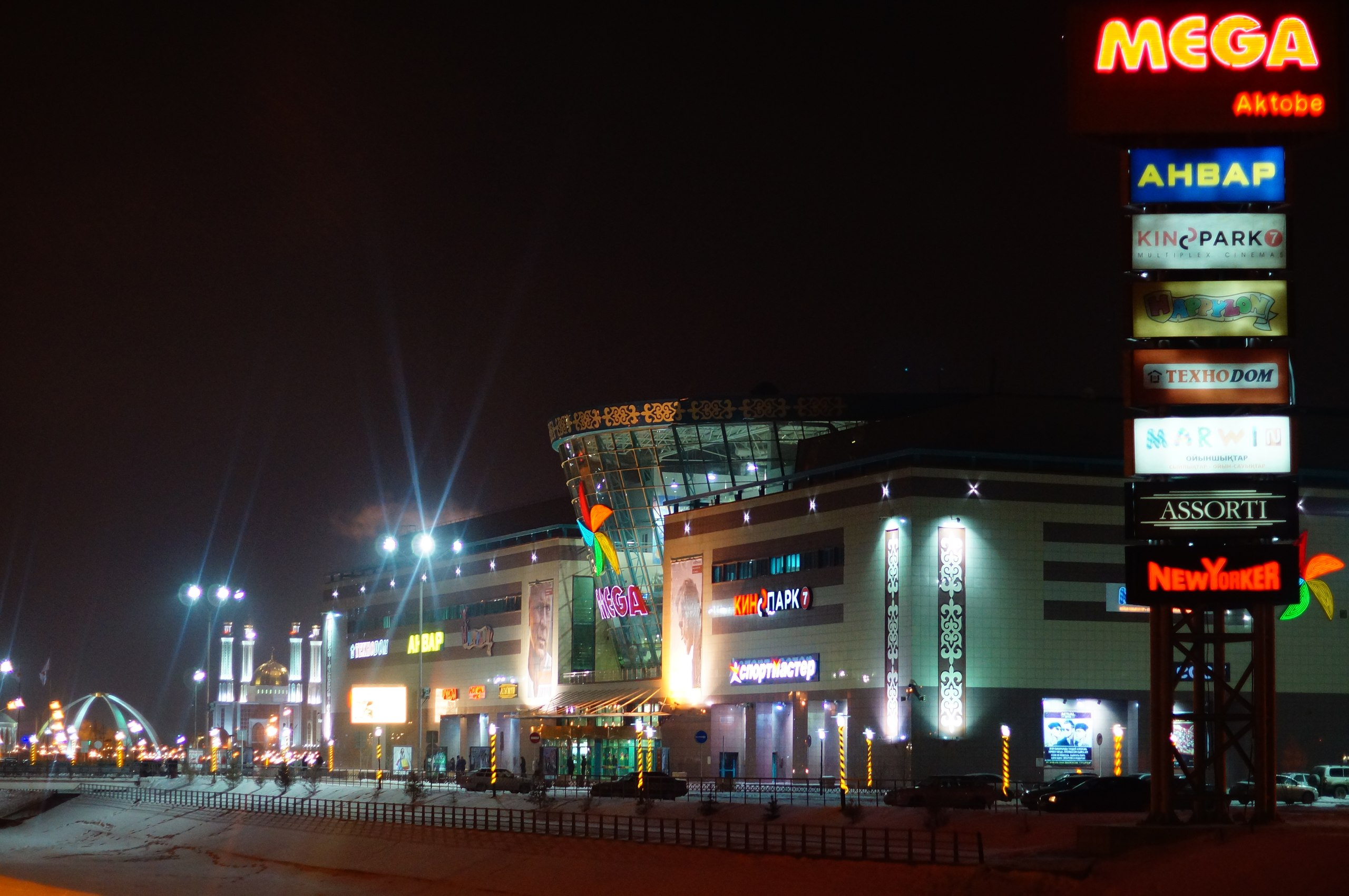
KeruenCity
Супермаркет «Анвар»
Торговый центр «Айна»

### Малое предпринимательство
Уровень развития малого и среднего бизнеса в городе оставляет желать лучшего. Сдерживающими факторами являются ограниченный доступ к финансированию, неразвитость индустриальной инфраструктуры и программ поддержки предпринимательства.
В 2014 году количество субъектов малого предпринимательства в Актобе достигло 40,9 тыс. единиц (37,9 тыс. в 2014), из них активных — 33,7 тыс. единиц (23,7 тыс. в 2014). В 2014 году налоговые поступления от них достигли 94,1 млрд тенге (▲ 5,6 %). В 2013 году численность занятых в малом предпринимательстве составила 83,8 тыс. человек (▲ 2,8 %; всего в Актюбинской области — 120,2 тыс.). В 2014 году президент Нурсултан Назарбаев раскритиковал выполнение государственных программ в Актюбинской области и обратил внимание на то, что 80 % субсидируемых проектов малого и среднего бизнеса приходится на Актобе.

### Рынок финансовых услуг
В городе действуют филиалы многих крупнейших казахстанских и зарубежных коммерческих банков: «ЦентрКредит», «Банк ВТБ», Freedom Finance Bank, «Евразийский банк», «Отбасы банк», «Банк Хоум Кредит», «Народный банк Казахстана», «Нурбанк», «Береке банк», АО ДБ «Банк Китая в Казахстане», ForteBank, Jýsan bank, Kaspi Bank, Bank RBK.

## Транспорт и инфраструктура
Актобе является одним из основных транспортных и транзитных центров Казахстана. В городе пересекаются основные автомобильные дороги M-32, А-24 и А-27. В 2013 году было завершено строительство участка автодороги Западная Европа — Западный Китай в Актюбинской области. Всего на территории области было проложено 358 км дорог, из них 39,3 км приходилось на Северный обход города Актобе стоимостью 12,1 млрд тенге. Строительство этого участка позволило транзитному транспорту следовать по своим маршрутам, не заезжая в город. Ожидается, что это приведёт к улучшению ситуации с загруженностью городских улиц и экологической обстановки.

Перрон железнодорожного вокзала станции Актобе-1
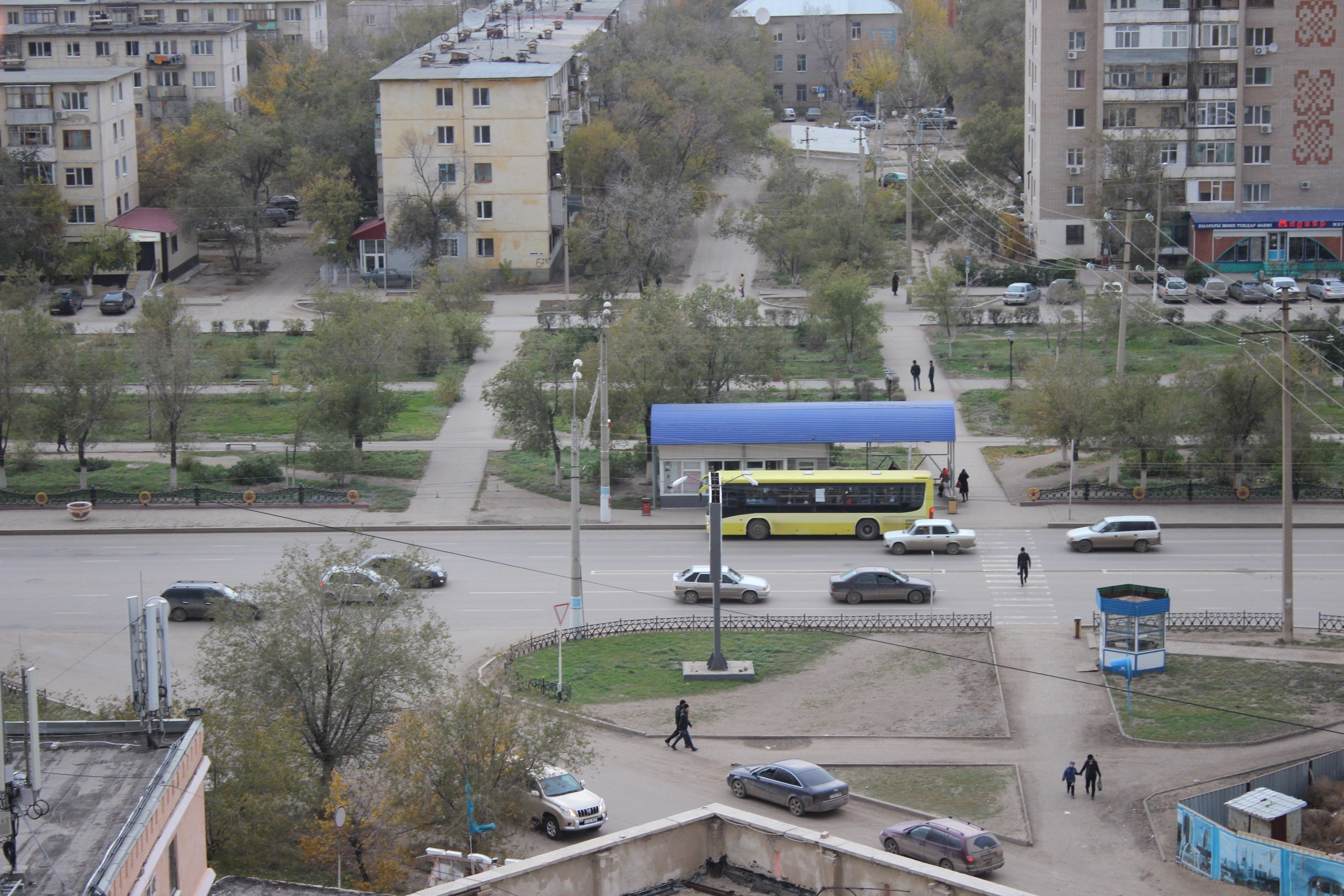
Автобусная остановка на просп. А. Молдагуловой
Аэропорт Актобе
На пересечении центральных проспектов города

### Автомобильный транспорт
В 1925 году в Актюбинскую область были привезены первые четыре российских автомобиля марки «Руссо-Балт», в 1933 году в Актюбинске появились пять автомобилей общего пользования. К концу 1960-х годов численность автомобилей в Актюбинской области достигла 20 тысяч, 2 тысяч из них принадлежали рабочим и служащим. В 2003 году в области насчитывалось 49,5 тыс. легковых автомобилей, к 2013 году их численность возросла до 132,2 тыс. В 2001 году объём перевозок грузов в городе составил 509 тыс. тонн. Ожидалось, что к 2008 году этот показатель вырастет до 650 тыс. тонн, а в 2015 году составит 800 тыс. тонн (▲ 57 %).
Междугородное и международное автобусное сообщение осуществляется с автовокзалов «Сапар» и «Экспресс». Автовокзал «Экспресс» расположен на окраине города к северу от проспекта Алии Молдагуловой. С этого вокзала отправляются дальние рейсы на комфортабельных автобусах в такие крупные города России и Казахстана, как Санкт-Петербург (1-я и 2-я пятница месяца), Оренбург (4 раза в день), Орск (3 раза в день), Самара, Казань (в пятницу и воскресенье), Новотроицк, Костанай и Астану. Автовокзал «Сапар», построенный в советскую эпоху, используется для организации автобусного сообщения с населёнными пунктами Актюбинской области, не представляющих туристического интереса. Несколько раз в день осуществляются рейсы в Оренбург, Орск и Новотроицк.

### Городской пассажирский транспорт
В 2001 году объём пассажирских перевозок составил 12,9 млн человек. По расчётам 2006 года, к 2008 году этот показатель должен был вырасти до 16,4 млн человек (▲ 27 %), а к 2015 году достичь 20 млн человек. С 1927 года в городе действует автобусная система, которая на сегодняшний день насчитывает полсотни маршрутов и более 300 автобусов различной вместимости. По словам руководства города, данное количество автобусов недостаточно для нормального функционирования общественного транспорта.
По данным на 2015 год, стоимость проезда в общественном транспорте в Актобе считалась одной из самых низких в Казахстане. Среднемесячного дохода актюбинцев в 2011 году хватало на 693,69 поездки в общественном транспорте (671,8 в Астане и 579,22 в Алма-Ате). С октября 2018 года цена на проезд в автобусах всех типов составляет 80 тенге (0,2 доллара США). Стоимость проезда на июль 2024 г.— 80 тенге
В 1982 году была введена в эксплуатацию троллейбусная система, которая в лучшие годы располагала 150 троллейбусами. Актобе стал пятым городом Казахстана, в котором появилось троллейбусное движение. В 2000-е годы численность троллейбусов постепенно снижалась, к моменту закрытия их осталось всего пять, а в 2013 году троллейбусная система прекратила своё существование.
В городе функционируют 30 зарегистрированных служб такси, парк автомобилей которых насчитывает 300 единиц (2012). Цена на проезд колеблется в пределах 300—500 тенге. Кроме официальных служб, перевозкой пассажиров занимаются многочисленные частные перевозчики без лицензии. Принимаются меры по борьбе с незаконным извозом, нарушителей штрафуют и берут на учёт. В последние годы получили распространение сервисы онлайн-заказа такси с помощью приложений для смартфонов («Яндекс.Такси», InDriver и др.).

### Железнодорожный транспорт
Актобе является одним из крупных железнодорожно-автодорожных узлов. Железнодорожный вокзал был построен в 1975 году, старый вокзал, построенный в 1905 году, был снесён. Согласно новому генеральному плану города, вокзал планируется перенести в район Москва.

### Авиационный транспорт
Аэропорт в городе появился в 1933 году. Первоначально зданием для аэропорта служил одинокий домик в открытой степи. Взлёт и посадка лёгких самолётов По-2 и Як-6, совершавших рейсы в Уральск, Кустанай и отдалённые районные центры, осуществлялись с травянистого поля.
Современный международный аэропорт города находится на юго-западной окраине Актобе, на 3,5 км южнее железнодорожной станции. Аэродром Актобе 1 класса, способен принимать большинство типов самолётов, включая Ил-86, Боинг 727-200 и Ан-124 (по разрешению дирекции), а также вертолёты всех типов. Аэропорт Актобе находится на пятом месте по грузообороту в стране. Ожидается, что после строительства нового транспортно-логистического центра стоимостью 150 млн долларов аэропорт займёт третье место по этому показателю.
Всего аэропорт Актобе обслуживает 5 загруженных авиалиний в направлении Москвы, Астаны, Алма-Аты, Атырау и Актау. В месяц аэропорт принимает около 130-160 самолётов, пассажирооборот в 2013 году составил 298 тыс. человек. Город является одним из трёх региональных центров управления полётами в Казахстане и полёты над Атырауской, Кызылординской, Мангистауской и Западно-Казахстанской областями управляются диспетчерами из Актобе.

### Велосипедный транспорт
С каждым годом езда на велосипедах набирает популярность у жителей Актобе, но отдельных велосипедных дорожек в городе очень мало — велосипедисты вынуждены передвигаться по тротуарам рядом с пешеходами, поскольку езда на проезжей части вместе с автомобилями небезопасна. Жители города имеют возможность передвигаться не только на своих велосипедах, но и на арендованном двухколёсном транспорте, благо с ростом популярности велосипедов появились предприниматели, сдающие в аренду этот вид транспорта. Согласно скорректированному генеральному плану города, первые отдельные велодорожки должны были появиться в 2017 году вдоль проспекта Абилкайыр хана и в парке им. Первого Президента. 5 июля 2014 года на пересечении проспектов Санкибай-батыра и Алии Молдагуловой открылся сквер с первой в городе велосипедной дорожкой.

### Улично-дорожная сеть

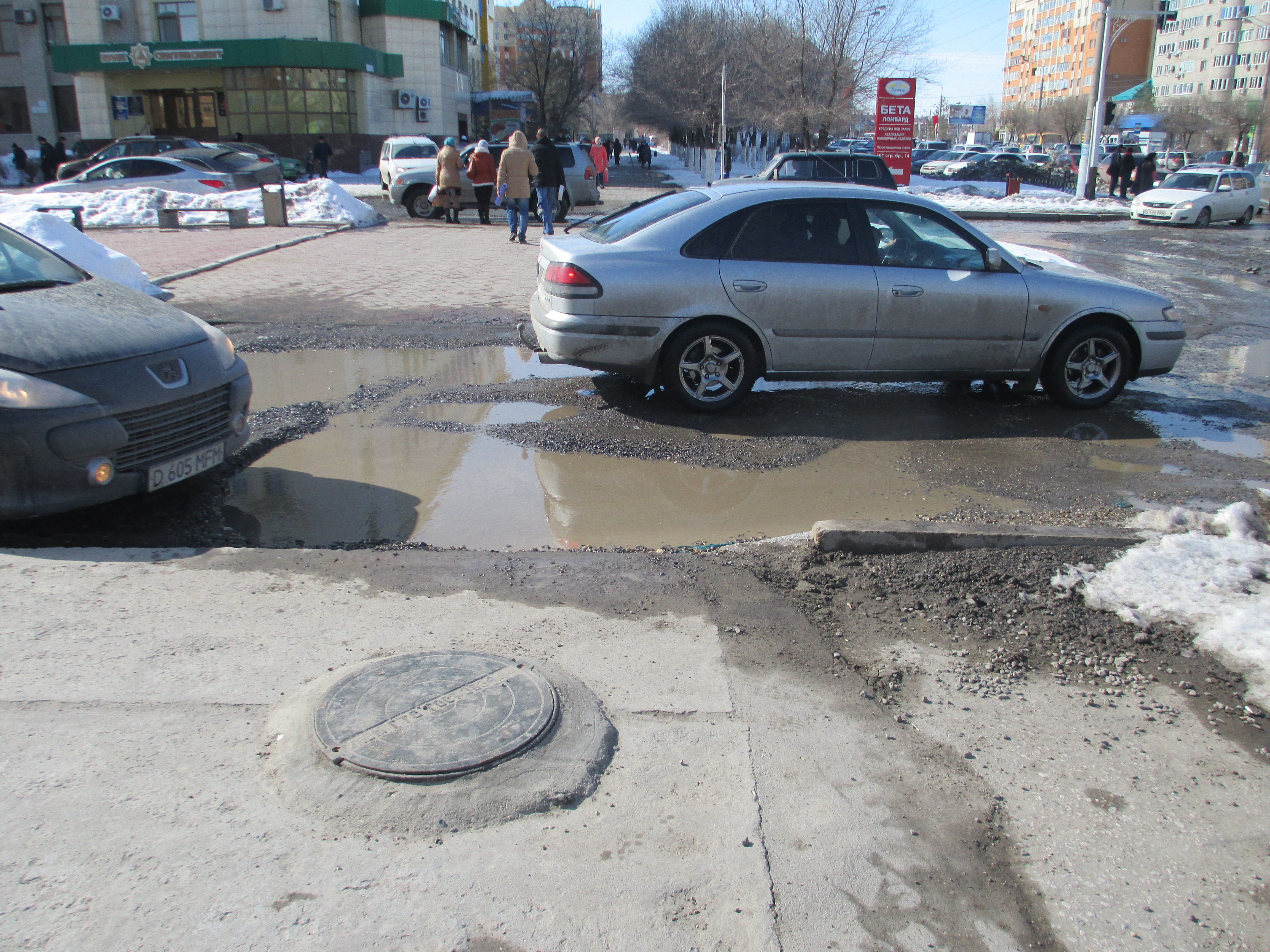
Состояние дороги на одной из улиц Актобе, март 2016 года.

Длина автомобильных дорог в городе составляет 651 км, из них 300 км имеют асфальтобетонное покрытие (2019). По данным на 2016 год, 59,3 % автодорог (369,9 км) находятся в удовлетворительном состоянии, 40,4 % (251,1 км) в неудовлетворительном.
Всего в городе на сегодняшний день (2013) насчитывается 626 улиц, из них 163 оснащены уличным освещением (2016). Основная часть улиц не предназначена для проезда большого количества автомобилей. При первоначальных расчётах интенсивности движения в 1 тыс. автомобилей в сутки, фактическая интенсивность составляет около 40 тыс. автомобилей в день. Проблему с заторами усугубляет медлительность дорожной полиции — участникам дорожно-транспортных происшествий приходится часами ждать автоинспекторов, мешая дорожному движению.
Для решения проблем с заторами и пробками на автодорогах города ведутся работы по расширению улиц и строительству отдельных правых поворотов на загруженных участках. Каждый год на ремонт асфальтового покрытия дорог выделяются значительные средства из городского бюджета (2,77 млрд тенге выделено на 2020 год), но из-за отсутствия систем ливневой канализации на большинстве улиц, дороги быстро приходят в негодность, а лужи, возникающие после выпадения осадков, мешают дорожному движению. Состояние дорог ежегодно становится объектом критики со стороны автовладельцев, чьи транспортные средства порой получают повреждения из-за ям на проезжей части. По словам чиновников, в негодность в основном приходят участки дорог, сданные в эксплуатацию более 10 лет назад, но есть среди них и введённые в строй менее трёх лет назад. В случае, если на дорожном полотне возникли дефекты до истечения гарантийного срока, подрядчиков через суд могут обязать переделать работу.
Самый длинный путепровод Актобе (453 м) был построен в 2014 году и соединил 11-й микрорайон города и район Курмыш. Другие крупные путепроводы с интенсивным автомобильным движением расположены в районе Сельмаш и возле 5-го микрорайона. Путепровод на Сельмаше, построенный ещё в 1972 году, планируется снести и построить на его месте 139-метровый путепровод с 4-полосным движением.

## Жилищно-коммунальное хозяйство и городское благоустройство

### Жилой фонд
Жилой фонд города состоит из 1615 многоквартирных жилых домов (2015). Типичными домами Нового города являются 4- и 5-этажные хрущёвки. Более редкими типами домов являются 2—5-этажные сталинки и 9—10-этажные брежневки, построенные в поздний советский период. Хрущёвки, в основном, расположены вдоль проспектов Абилкайыр хана и Есет батыра, в 5-м и 8-м микрорайонах, в районе Хлебокомбината. Сталинки расположены в районе Центрального рынка и Жилгородка, а современные многоэтажные дома от 10 до 25 этажей, в основном, расположены в 11-м и 12-м микрорайонах, в микрорайоне «Болашак», Авиагородке и строящемся районе Нур Актобе. Основным видом жилья в районах Шанхай, Курмыш и Москва являются одноэтажные жилые дома и коттеджи. До 2006 года земельные участки в черте города выдавали без учёта генерального плана города. Из-за этого некоторые дома были построены на месте будущих школ и дорог. Такие ошибки исправляются путём судебных тяжб с владельцами.
По сведениям городского акимата, в капитальном ремонте нуждаются около 30 % жилого фонда города. Реализуется государственная программа по модернизации жилищно-коммунального хозяйства и к 2015 году планировалось снизить долю таких домов до 20 % от общего числа.

район Москва
12-й микрорайон
11-й микрорайон

### Электроснабжение
Электроснабжение потребителей города Актобе осуществляется централизованно от сетей 110-35 КВт, находящихся на балансе ТОО «Актобеэнергоснаб», которое снабжает электричеством всю Актюбинскую область. «Актобеэнергоснаб» был образован в 2004 году путём разделения Актюбинской региональной электросетевой компании (РЭК) в соответствии с 1 пунктом статьи 25 Закона Республики Казахстан «Об электроэнергетике».
Город располагает собственными энергетическими мощностями, сосредоточенными на ОАО «Актобе ТЭЦ» и ОАО «Феррохром». Суммарная установленная мощность станций составляет 207,8 МВт. В ведении «Актобеэнергоснаба» находятся несколько подстанций: Актюбинская-Саздинская, Гормолзавод (ГМЗ) и Илецкая. Актюбинская-Саздинская подстанция действует с 1969 года, её сети охватывают 80 % города. В 2014 году в эксплуатацию было введено 124,6 км сетей электроснабжения. Согласно генеральному плану города, планируется заменить устаревшее оборудование на Илекской подстанции (замена трансформаторов 2×20 МВА на 2×25 МВА), построить подстанцию 110/10 кВ «Батыс» мощностью (2×10 МВА) для электроснабжения потребителей одноимённого жилого массива. Намечается расширение подстанции 35/10 кВ «Новый» и «Кирпичный завод» и замена существующих трансформаторов на подстанции «Каргалинская».

### Водоснабжение и канализация

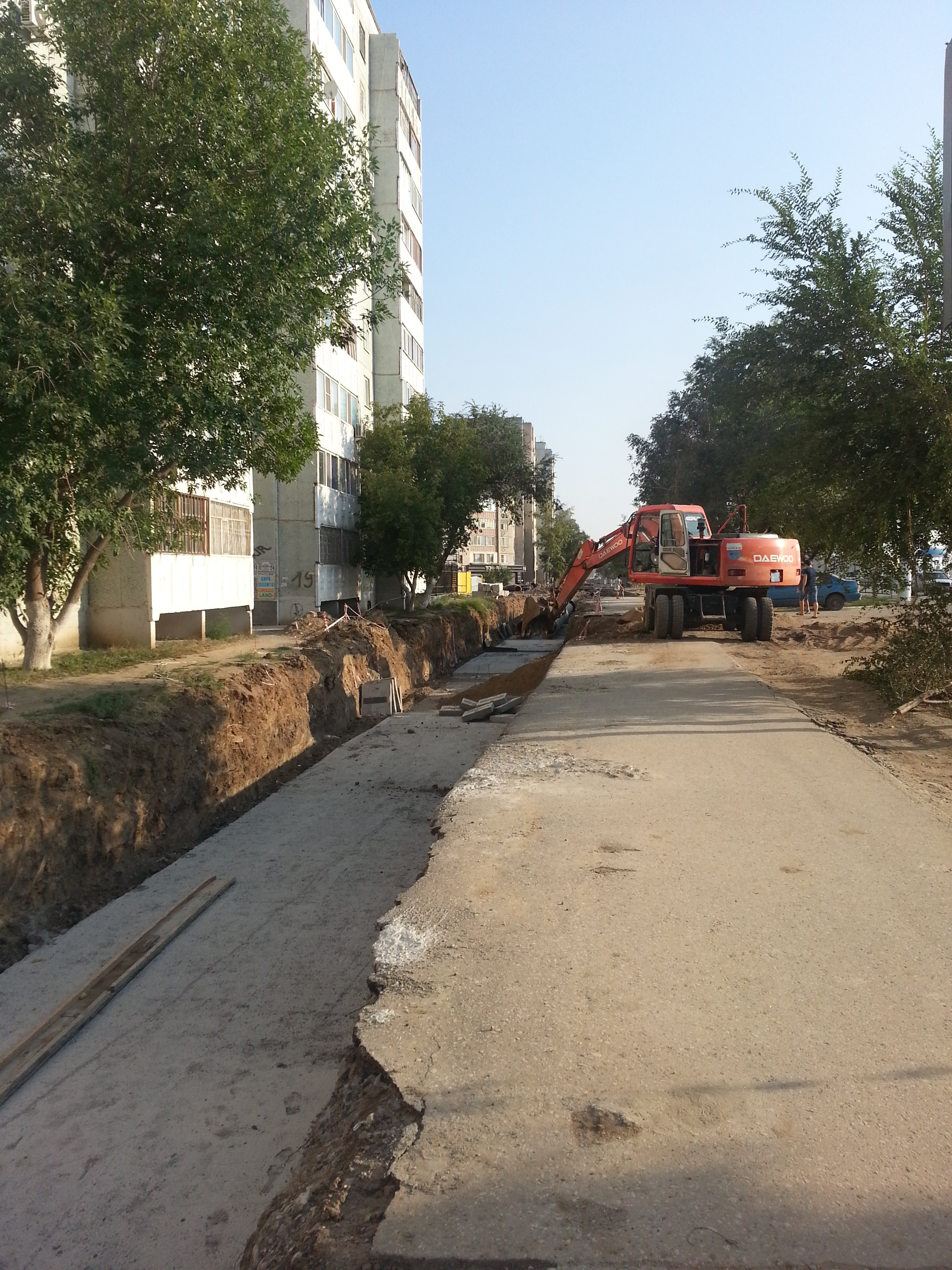
Ремонт водопроводных сетей в 11-м микрорайоне города летом 2014 года

В настоящее время (2013) водоснабжение Актобе осуществляется из Илекского (правобережный и левобережный), Тамдинского, Верхне-Каргалинского и Кундактыкырского водозаборов, из которых в город ежесуточно поступает 90 тыс. м³ воды. Из-за изношенности водопроводных сетей вплоть до недавнего времени терялось около 40 % всей добываемой воды (3 млн м³ в год). В год производится замена 4—5 км труб в городе, на полную замену водопроводных сетей требуется 80 млрд тенге.
На предприятии АО «Акбула́к», которое занимается обеспечением города питьевой водой и отводом-очисткой сточных вод, трудится 1137 человек. Общая протяжённость водопроводных сетей составляет 814,4 км, а длина канализационных сетей равна 482,79 км. В рамках реализации «Дорожной карты» в 2009 году на ремонт и реконструкцию систем водоснабжения и водоотвода города было выделено 4 млрд тенге. Планируется заменить 43,5 водопроводных сетей, из них 19 км приходится на Кундактыкырский водовод.
Общее потребление воды питьевого качества в 2006 году составило 55 895 м³ в сутки, в 2015 году этот показатель должен достигнуть отметки 109 010 м³ в сутки. Объёмы водоотведения по городу в 2006 году составили 62 227 м³ в сутки.
Устаревшая канализационная система (339 из 482 км сетей изношены), основная часть коллекторов которой была построена в 1950-е — 1960-е годы, в 2013 году была признана экологами основной причиной загрязнения воздуха в городе. Районы Акжар, Акжар-2, Кызылжар, Жилянка, Жастар, Бауырластар, частные дома в районах Гормолзавод, Шанхай, посёлок Кирпичный, Москва не подсоединены к системе центральной канализации. Из-за этого 5,6 млн м³ стоков ежегодно поступают в городскую канализацию без предварительной очистки, что и является причиной загрязнения воздуха. 2020 год назначен датой, когда будут решены проблемы с финансированием обновления канализационных сетей. На сегодняшний день (2013) около 20 тыс. абонентов не имеют доступа к канализации.

### Ливневая канализация и дренажная система

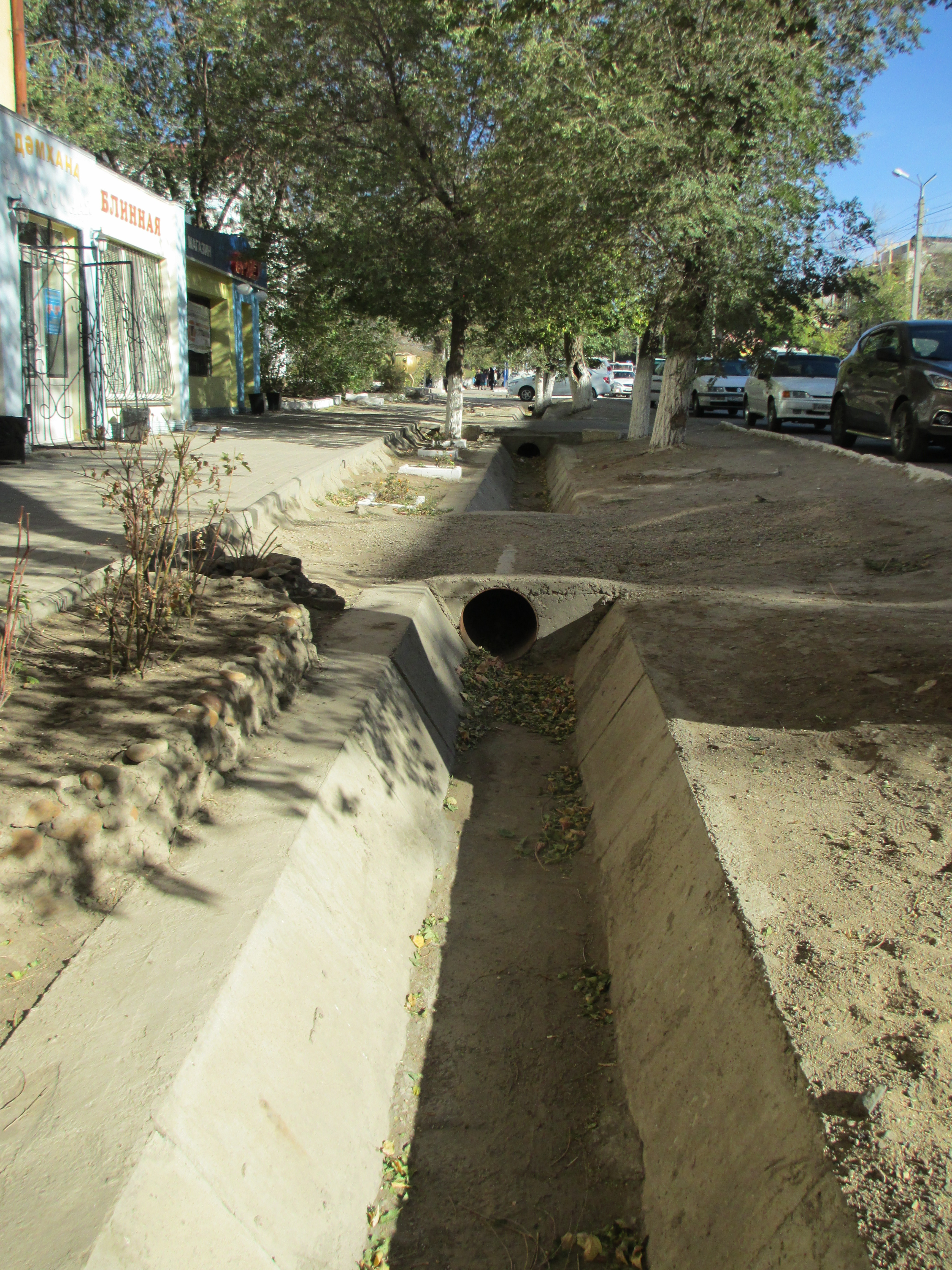
Ливневая канализация в старом городе

По причине того, что в большей части города нет сточных коммуникаций, мало арыков и мест для сбора воды, во время продолжительных дождей, особенно в весенний период, многие жители города испытывают проблемы с затоплением улиц и домов. Наиболее опасными в этом плане являются улицы Краснощёкова, Озёрная, Некрасова, Алтынсарина, Заводская и другие. На некоторых улицах были построены сточные системы и ливнёвки, но из-за отсутствия должного ухода они забиваются мусором и бездействуют.
Во время паводков возможны наводнения в пойме реки Илек. Впрочем, в зоне опасного воздействия паводков проживают более 1,4 млн казахстанцев. Для защиты территории города, расположенной в пойменной части, от затопления паводковыми водами, генеральным планом города намечены мероприятия по повышению отметок территории участков застройки, а также частичное повышение отметок существующей дороги, проложенной вдоль русла реки. Перспективные участки дороги, которые намечено проложить со стороны реки на новых площадках застройки, в целях защиты от затопления предлагается выполнить в насыпи.
Подтоплению грунтовыми водами подвержены существующие районы Москва, Курмыш, Гормолзавод, 11-й и 12-й микрорайоны, проектируемая территория, которая расположена в пойме рек Илек и Каргалы. Водопонижение на рассматриваемых территориях осуществить при помощи строительства вертикального дренажа.

### Уборка снега
При норме осадков в 45 мм в Актобе практически каждый год количество выпавшего снега превышает норму в два и более раз. В 1997 году норма была превышена на 278 %, в 1998 году — на 233 %, а в 2007 и 2014 годах — на 254 %. Из-за обилия снега высока вероятность затопления города паводковыми водами. Объём вывозимого из Актобе снега в ходе противопаводковых мероприятий растёт с каждым годом. К весне 2014 года было вывезено рекордное количество снега — 200 тыс. тонн.
Уборкой снега на улицах города занимаются 11 специализированных предприятий. В 2015 году на эти цели было выделено 92,6 млн тенге, количество задействованной спецтехники (автогрейдеры, погрузчики, КамАЗы) достигло 250 единиц (180 единиц в 2014). В первую очередь от снега очищаются центральные улицы с интенсивным движением. Всего в ведении предприятий находятся около 200 улиц площадью 3,4 млн м². Зимой 2015 года на территории полигона для твёрдых бытовых отходов действовал один снежный полигон, ещё два дополнительных полигона были организованы у посёлка Акжар-2 и в направлении Ново-Альджанского мелькомбината.

### Газоснабжение
Газификация города началась в 60-х годах XX века. К 1967 году природным газом пользовались несколько предприятий Актобе. На сегодняшний день газом обеспечены практически все многоквартирные и частные жилые дома города. Проблемы с газоснабжением в основном испытывают жители близлежащих посёлков на территории городской администрации. В 2014 году в строй было введено 34,8 км сетей газоснабжения.
Газоснабжением Актобе занимается монополист АО «КазТрансГаз Аймак», дочерняя компания национального оператора в сфере газа и газоснабжения АО «КазТрансГаз».

### Теплоснабжение
Главным оператором-поставщиком тепла и горячей воды в дома и предприятия города является АО «Трансэнерго», осуществляющее свою деятельность на протяжении более 40 лет. Всего услугами «Трансэнерго» пользуются 76 279 абонентов (из них 1994 — юридические лица). В ведении организации находятся 210 км магистральных и распределительных тепловых сетей (из них в замене нуждаются 140 км), 21 котельная, 6 насосных станций и 79 групповых пунктов.
Основной источник тепла в городе — Актюбинская ТЭЦ (АО «Актобе ТЭЦ») мощностью 1139 Гкал. Кроме того, имеется 90 промышленных и коммунальных котельных, а также автономные системы отопления и отопительные печи. Районы нового строительства коттеджного типа обеспечиваются теплом от автономных источников тепла. Районы индивидуальной застройки обеспечиваются печным отоплением на газовом топливе. Районы нового многоэтажного строительства нуждаются в прокладке новых тепловых сетей с заменой головных участков существующих тепловых сетей. В будущем планируется полностью модернизировать существующую ТЭЦ.
Основной проблемой отопительных систем города является разбалансировка вследствие переоборудования жильцами домов внутриквартирных сетей отопления и горячего водоснабжения, а также халатное отношение председателей КСК и кондоминиумов к подготовке внутридомовых сетей.

### Вывоз и переработка мусора

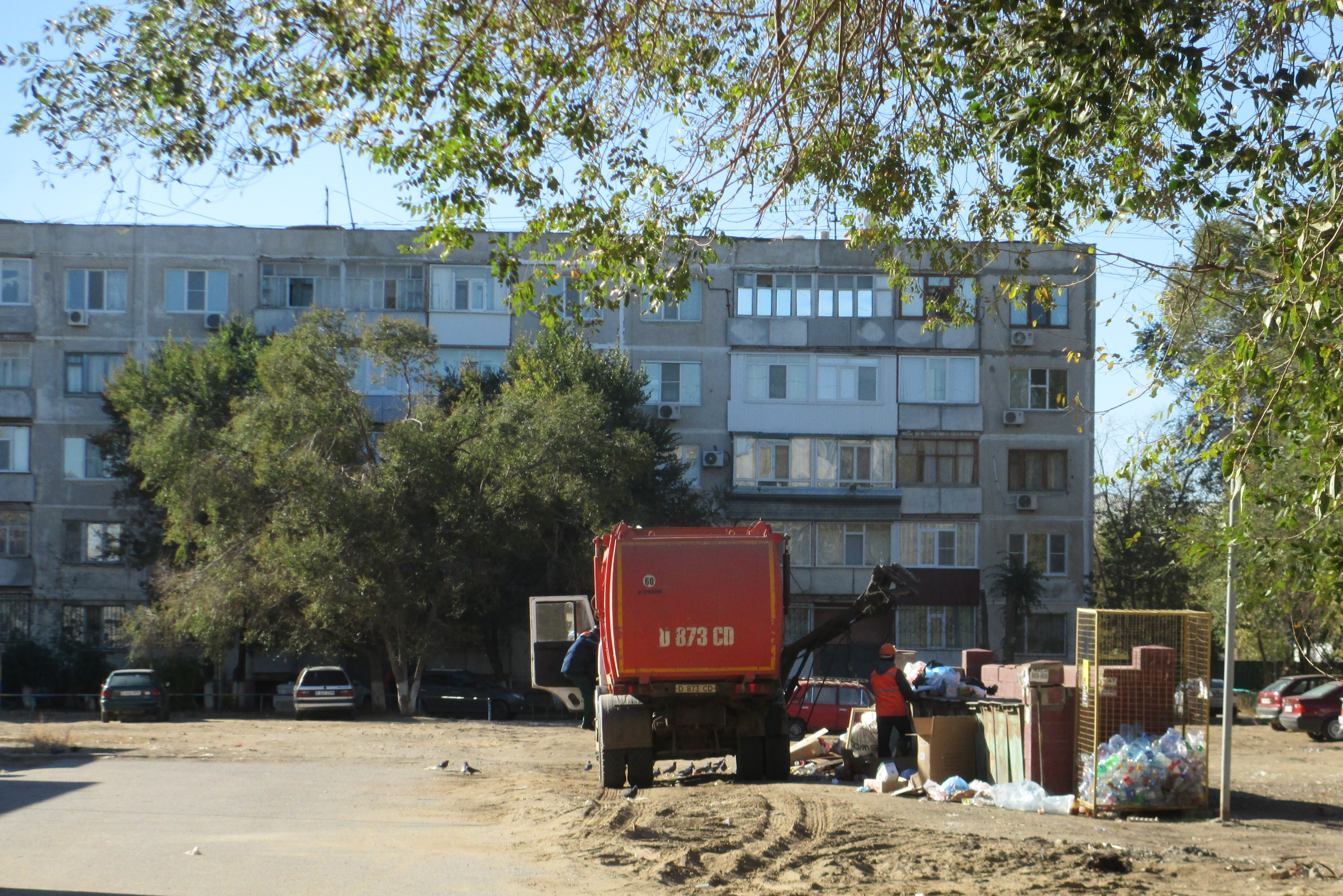
Вывоз мусора в Актобе

Долгое время вывозом мусора на территории города занимались две организации: ТОО «Таза кала» и «Акжол ЛТД». В 2018 году ТОО «Таза кала» было ликвидировано, а ТОО «Акжол ЛТД» прекратило оказывать услуги населению. Вместо них к уборке мусора должны были приступить десять других организаций: ТОО «УК 19», ТОО «УК 1», ИП «Султанов С. К.», ТОО «УК 5», ТОО «Тама», ТОО «УК 27», ТОО «Нур-Ком 2020», ТОО «Агрофирма „Коквест“», ТОО Neo Plus и ТОО «УК 30». Однако они оказались не в состоянии обеспечить своевременный вывоз твердых бытовых отходов и вскоре во дворах актюбинцев начали возникать стихийные свалки. Мусорный коллапс в Актобе продолжался несколько месяцев.
По данным центра «Содействие устойчивому развитию», на старом полигоне скопилось 3 млн тонн мусора и, несмотря на открытие нового полигона в 2007 году, проблема утилизации отходов является актуальной для города. Процент перерабатываемого мусора всё ещё низок и составляет 7—8 %.
Мусор из тех районов, где предусмотрены специальные контейнеры, вывозится в течение 3 суток при минусовой температуре и 1 дня — при нормальной. Мусор из частного сектора вывозится по установленному графику на мусоровозах путём обхода улиц.
Каждую весну акимат города организовывает двухмесячник по благоустройству с 1 апреля по 31 мая, в котором принимают участие государственные учреждения, вузы и частные предприятия. Целью двухмесячника является очищение города и сельских округов городской администрации от скопившегося за зиму мусора и стихийных свалок. В этот период осуществляется бесплатный приём мусора на полигонах. В 2013 году в период двухмесячника на полигон поступало 300—400 тонн отходов, в 2014 году количество мусора выросло до 400—500 тонн в день. Всего в 2014 году было вывезено 17 608 тонн мусора.

### Кладбища
Вскоре после появления первых поселенцев в Ак-Тюбе возникли первые кладбища: кладбище у восточного подножья Малого холма, Железнодорожное кладбище на месте тюрьмы и кладбище за Оторвановкой. Было и мусульманское кладбище, но его расположение неизвестно.
На сегодняшний день в городе имеется только одно действующее кладбище возле посёлка Кирпичного, кладбища в районе Гормолзавода, Шанхая и ВОХРа законсервированы и не обслуживаются. Помимо перечисленных, в городе расположено захоронение немецких военнопленных, курируемое посольством Германии. Все кладбища находятся в плачевном состоянии, на их территории возникли стихийные свалки, есть проблемы с нумерацией улиц некрополя, нет регулярных автобусных маршрутов. Планируется, что кладбище в районе Кирпичного будет закрыто, а участок для нового кладбища площадью в 200 га выделят в районе Родниковки. Точная дата открытия нового кладбища неизвестна.

### Озеленение

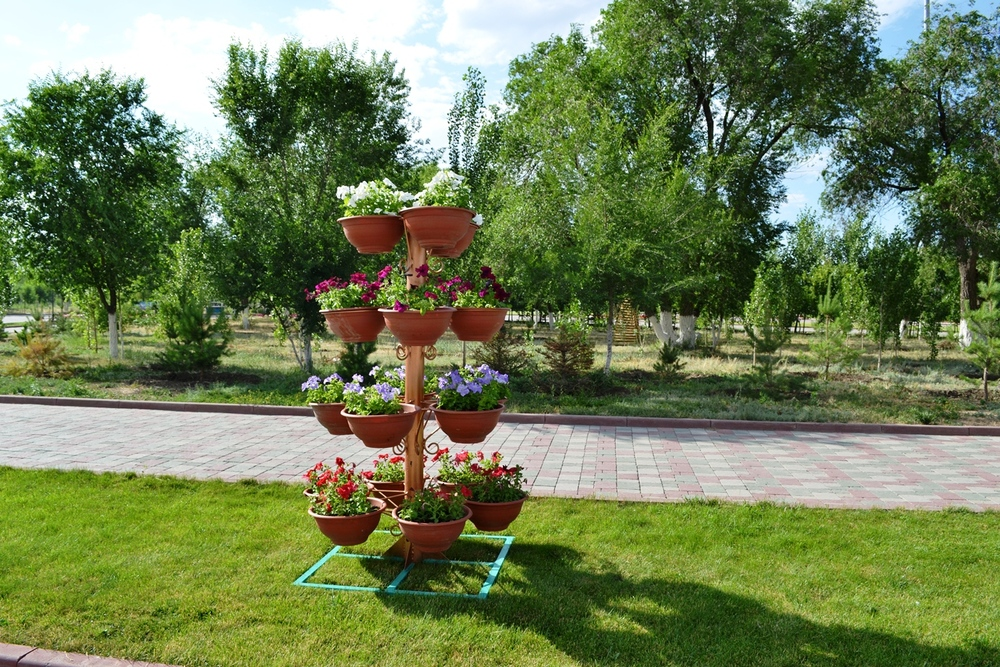
Кашпо с цветами в одном из парков города

Озеленение города, в связи возрастающим воздействием предприятий химической промышленности и металлургии на здоровье населения названо важнейшей составляющей развития Актобе. В советское время вокруг города ежегодно высаживались деревья для создания зелёного пояса, который бы защитил Актобе во время зимних буранов и летних пыльных бурь. Жителям частных домов выдавались саженцы для посадки на прилегающей территории.
Администрация города ежегодно выделяет значительные средства на озеленение, но нередко эти меры ни к чему не приводят, а высаженные деревья вскоре погибают из-за некачественного ухода. Основным вредителем деревьев в городе является ильмовый листоед. В 2009 году планировалось посадить около 50 тыс. саженцев разных пород деревьев (только 20 % из них за счёт бюджета, остальные — на средства спонсоров), на эти цели были выделены 15 млрд тенге. С конца 2000-х годов ведётся паспортизация деревьев по всему городу.
В 2011 году было объявлено о планах посадить 1 млн деревьев по всей Актюбинской области, из них 434 тыс. планировалось посадить весной и 200 тыс. осенью в самом Актобе. По словам директора филиала НИИ лесного хозяйства Мурата Утешкалиева, 90 % деревьев Актобе являются суховершинными и скоро погибнут, мощностей местных питомников для обеспечения города саженцами не хватает, а привозные деревья не выдерживают актюбинский климат. В советский период в области высаживалось 1,5 тыс. га леса в год, а сейчас лишь 350 га.
По данным на 2015 год, осуществлялось текущее содержание 27 тыс. деревьев, 16 тыс. м² цветников, 7,8 га газона и 487 погонных метров живой изгороди.

## Культура

### Музеи
Всего в городе имеется шесть музеев. Самый старый из них Актюбинский областной историко-краеведческий музей был открыт в 1929 году на базе школьного музея и считается одной из достопримечательностей Актобе. Мемориальный музей Алии Молдагуловой, открытие которого состоялось 22 апреля 1985 года, расположен на одноимённом проспекте, близ мемориального комплекса Молдагуловой и Аллеи героев. Музей «Руханият» был открыт в 2011 году на цокольном этаже мечети Нур Гасыр. Его деятельность направлена на осуществление научно-просветительской, научно-исследовательской и образовательной деятельности. Музей художественного и декоративно-прикладного искусства с 12 ноября 2013 года располагается на центральном проспекте города, в бывшем здании ЗАГСа.

Историко-краеведческий музей
Актюбинский областной мемориальный музей А. Молдагуловой
Музей художественного и декоративно-прикладного искусства

### Театры и филармонии
В Актобе насчитывается два профессиональных театра. Первый казахский театр в городе был создан на базе драматического кружка железнодорожников в 1935 году по предложению народного комиссара Темирбека Жургенова. Позднее в городе появился русский драматический театр. В 1997 году театру присвоили имя писателя Тахави Ахтанова, а в 1998 году казахский и русский театры были объединены в Актюбинский областной театр драмы.
Также имеется детский кукольный театр «Алакай». Областной театр эстрады и миниатюры «Еки езу» в 2014 году стал третьей труппой театра им. Ахтанова. Областная филармония была основана в 1944 году, в 2004 году ей было выделено здание Дома культуры химиков.
В 2009 году был открыт Дом дружбы, целью которого является развитие культур, национальных традиций и родных языков всех наций региона. В нём расположены концертный зал на 300 мест, торжественный зал и зал хореографии, конференц-зал, выставочная и студия звукозаписи.

Театр драмы им. Т. Ахтанова
Театр кукол «Алакай»

### Библиотеки
Библиотечная система находится в ведении городского отдела культуры и развития языков. В библиотечном фонде имеются литературные произведения на русском, немецком, английском и французском языках.
В городе имеется 18 библиотек. Центральная библиотека имени Ломоносова расположена на улице Жангельдина и имеет 5 филиалов в разных частях города, в том числе детская библиотека имени Самуила Маршака, и 6 филиалов в сёлах, подчинённых городскому акимату. Научная библиотека имени Сактагана Баишева — крупнейшая в области, методцентр для городских и районных библиотек региона.

## Развлечения и отдых

### Городские праздники и фестивали
Ежегодно 28 мая празднуется День города (каз. Қала күні) в память об основании укрепления Ак-Тюбе. В парке имени Первого Президента, на водно-зелёном бульваре Единства и Согласия, в парке имени А. С. Пушкина, областной филармонии имени Г. Жубановой, Дворце студентов и др. площадках проводятся культурные мероприятия.
Каждый год 1 мая в честь торжественного открытия летнего сезона фонтанов под названием «Субұрқақтың шашуы» (рус. Брызги фонтана) акимат города проводит праздничные мероприятия.
В 2001—2008 годах под руководством фронтмена группы «Адаптация» Ермена Ержанова в городе проводился фестиваль независимой музыки «Суховей», на который приезжали множество гостей из стран СНГ. После его закрытия несколько раз был организован подобный фестиваль под названием «Индикатор». В 2015 году было объявлено о возобновлении «Суховея».

### Кинотеатры

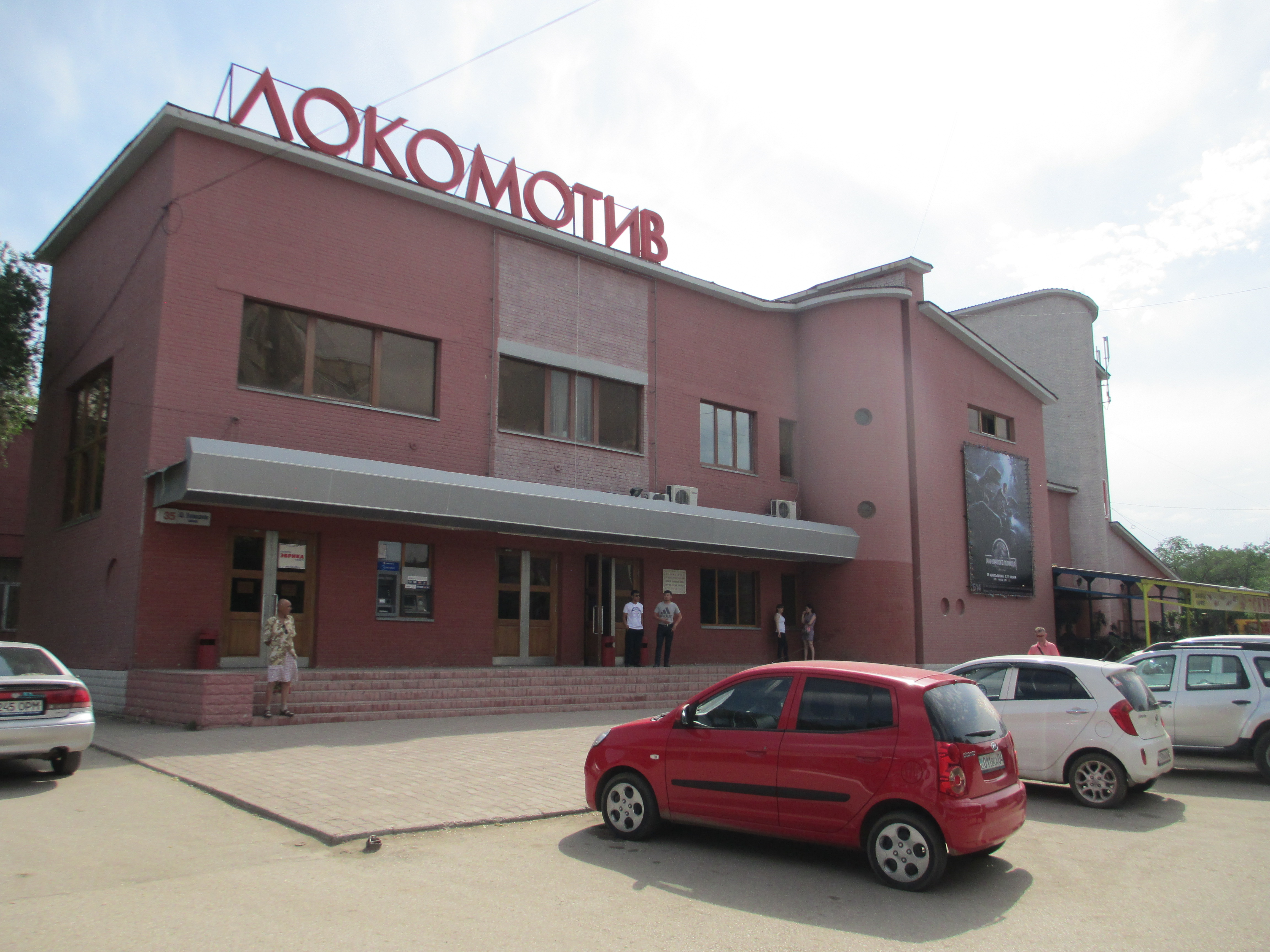
Кинотеатр «Локомотив»

В дореволюционном Актюбинске имелся один кинозал, один из 13 кинозалов на территории Казахстана. В советское время в городе были открыты кинотеатры «Жулды́з» (1967, бывш. «Октябрь»), «Мир» (1985), «Казахстан» (1961, первый широкоэкранный кинотеатр), «Спутник» (1965), «Пионер» (бывш. «Культфронт») и «Культпоход», а в парке имени А. С. Пушкина имелся летний кинотеатр. После распада СССР на месте кинотеатра «Октябрь» был построен торговый центр «Айна́», а кинотеатр «Мир» был превращён в одноимённый бизнес-центр. Такая же судьба постигла остальные кинотеатры.
В 2002 году в здании Дома культуры железнодорожников, построенного в 1928 году и входящего в список памятников истории и культуры Казахстана, открылся первый кинотеатр постсоветского периода — «Локомотив». В 2009 году в торгово-развлекательном центре Mega Aktobe (ныне KeruenCity) был открыт 7-зальный кинотеатр-мультиплекс «Кинопарк».

### Парки развлечений
В период существования СССР на территории парков «Авиатор», Центрального им. Ленина (совр. им. Первого Президента) и им. А. С. Пушкина были открыты парки развлечений с различными аттракционами. В настоящее время в парке им. Пушкина имеется около 20 аттракционов, ещё 10 современных аттракционов установлены в городке «Ак бота» на территории парка.
В прошлом, каждое лето в городе открывался луна-парк. В 2010-е годы в рамках общей реконструкции Центрального парка Актобе, который был переименован в честь Нурсултана Назарбаева, устаревшие аттракционы, в том числе колесо обозрения, были демонтированы. Вместо них был построен центр развлечений «Капитан Бриг» стоимостью 10 млн долларов, на территории которого установлены карусели и американские горки, а в главном павильоне площадью 1150 м² размещены детские игровые аттракционы. «Капитан Бриг» отличается относительной дороговизной билетов на платные аттракционы и малым количеством бесплатных развлечений.
Развлекательные центры для детей располагаются во дворе торгового центра «Нурдаулет» и внутри Mega Aktobe. В развлекательном центре Happylon в Mega площадью 2200 м² установлено около 130 аттракционов и игровых автоматов, а на детской площадке возле «Нурдаулета», помимо традиционных горок и аттракционов, около 10 лет (до 2016 года) просуществовал единственный в городе мини-зоопарк.

### Пляжи
В 2012 году в Актобе насчитывалось 5 пляжей, к 2013 году их число возросло до 7. Пляжи города расположены на берегу реки Илек, а также у Актюбинского и Саздинского водохранилищ. Плата за вход на пляж варьирует от 100 до 1,5 тыс. тенге. Купальный сезон открывается 1 июня. К открытию сезона сотрудники водно-спасательной службы обследуют акватории, вычищают их от опасного мусора и расставляют предупреждающие знаки возле мест, опасных для купания. Владельцы обязаны обеспечить пляжи медицинскими пунктами и должны организовать дежурство не менее трёх спасателей.
В 2012 году на пляже «Жагажай» была обнаружена кишечная палочка. Специалисты из санитарно-эпидемиологического надзора рекомендовали жителям города не глотать речную воду из-за опасности заразиться кишечной инфекцией, вирусным гепатитом A, дизентерией, сальмонеллёзом и другими инфекционными болезнями.

## Достопримечательности

### Архитектура

Центр современного Актобе — водно-зелёный бульвар Единства и Согласия

После того, как территории современного Казахстана были присоединены к Российской империи, из-за необходимости в опорных пунктах и торговых точках появилось множество городов, одним из которых стал Актобе. В архитектуре городов Южного Казахстана прослеживается влияние среднеазиатских ханств, а поселения на западе и северо-западе представляли собой типично русские провинциальные города. Эти города застраивались на основе генеральных планов, составленных русскими топографами. Первый генеральный план Актобе был разработан в 1874 году.
Архитектуре Актобе присуща эклектичность — новостройки соседствуют с домами, построенными в советский период, изредка встречаются здания, сохранившиеся с дореволюционных времён. Одно из самых старых зданий города русско-киргизская женская школа, построенная в 1894 году, расположена на улице Айтеке би. Сегодня это здание занимает ресторан «Шахризада». Здание бывшего Дома культуры железнодорожников (ныне кинотеатр «Локомотив»), построенное в 1928 году в конструктивистском стиле, входит в список памятников истории и культуры Казахстана республиканского значения.

### Памятники и монументы
В городе расположено большое количество именных памятников, памятных досок, больших и малых скульптурных форм, монументов и мемориалов. Только за годы независимости Казахстана в Актобе было воздвигнуто 28 памятников, монументов и мемориальных комплексов. Имеет место культ знаменитого снайпера Алии Молдагуловой: построены мемориальный комплекс и памятник, в её честь назван один из центральных проспектов, открыт персональный музей. Памятник Алии Молдагуловой (1960) и бюст летчика-космонавта Виктора Пацаева (1976) входят в число памятников истории и культуры Казахстана республиканского значения.
Одним из примечательных памятников является 19-метровый гранитный Обелиск Славы в честь актюбинцев, павших в боях за Родину в годы Гражданской и Великой Отечественной войн с Вечным огнём, посвящённый борцам за установление Советской власти и погибшим в Великую Отечественную войну. В 1983 году напротив него, на главной площади города был открыт памятник В. И. Ленину, из-за этого обелиск был перемещён на другое место. Памятник Ленину затем уступил место памятнику хану Младшего жуза Абулхайру скульптора Е. Сергебаева.
В 2008 году в городе состоялось торжественное открытие памятника героям трилогии Абдижамила Нурпеисова «Кровь и пот» — первого памятника в Казахстане, посвящённого литературным персонажам.

Памятник Абулхайр-хану
Мемориальный комплекс Алии Молдагуловой
Бюст Виктора Пацаева
Монумент Независимости

### Парки и бульвары

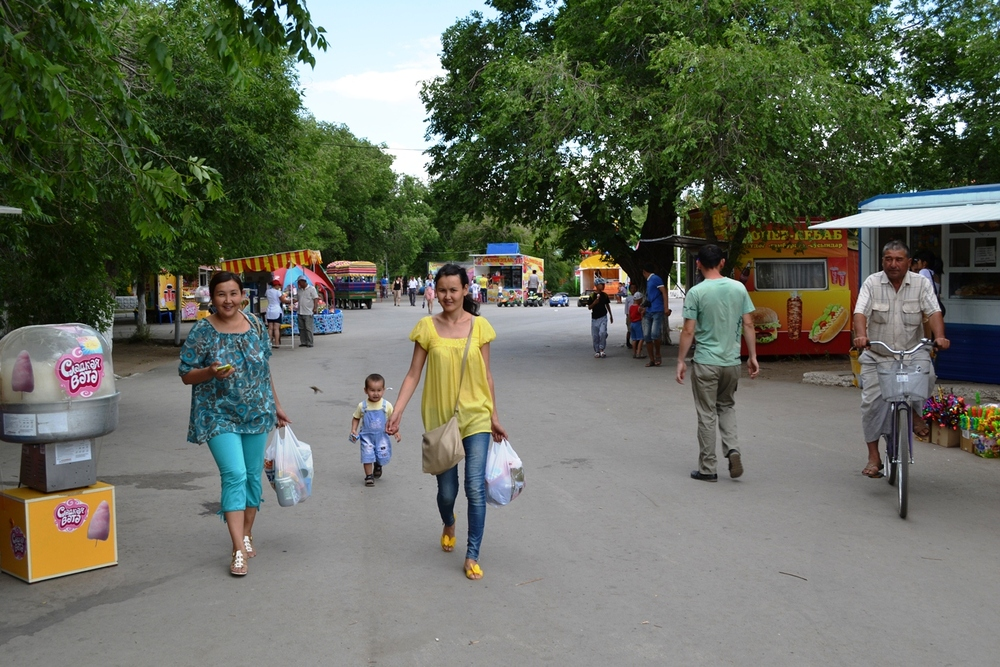
Посетители парка имени А. С. Пушкина

В городе расположено шесть парков. Парк имени А. С. Пушкина был заложен в 1887—1890 годах и является старейшим парком Актобе. В 1980-е годы в городе появилось несколько новых парков, один из них, Парк имени Первого Президента Республики Казахстан, который в прошлом назывался сначала в честь В. И. Ленина, а потом Абая Кунанбаева. Когда в 2010 году было принято решение о переименовании парка в честь президента Казахстана, на реконструкцию и благоустройство этого парка был выделен 1 млрд тенге. В 2000-х годах возле бывшего Дома культуры железнодорожников городскими предпринимателями был открыт парк «Ретро».
В 2009 году, к 140-летию города был построен новый водно-зелёный бульвар Единства и Согласия с амфитеатром, монументом «Шанырак» и двумя фонтанами, один из них со светомузыкальным эффектом. Сам бульвар соединяет самые большие в городе центральную мечеть «Нур Гасыр» и Свято-Никольский кафедральный собор, построенные в 2008 году.

### Фонтаны

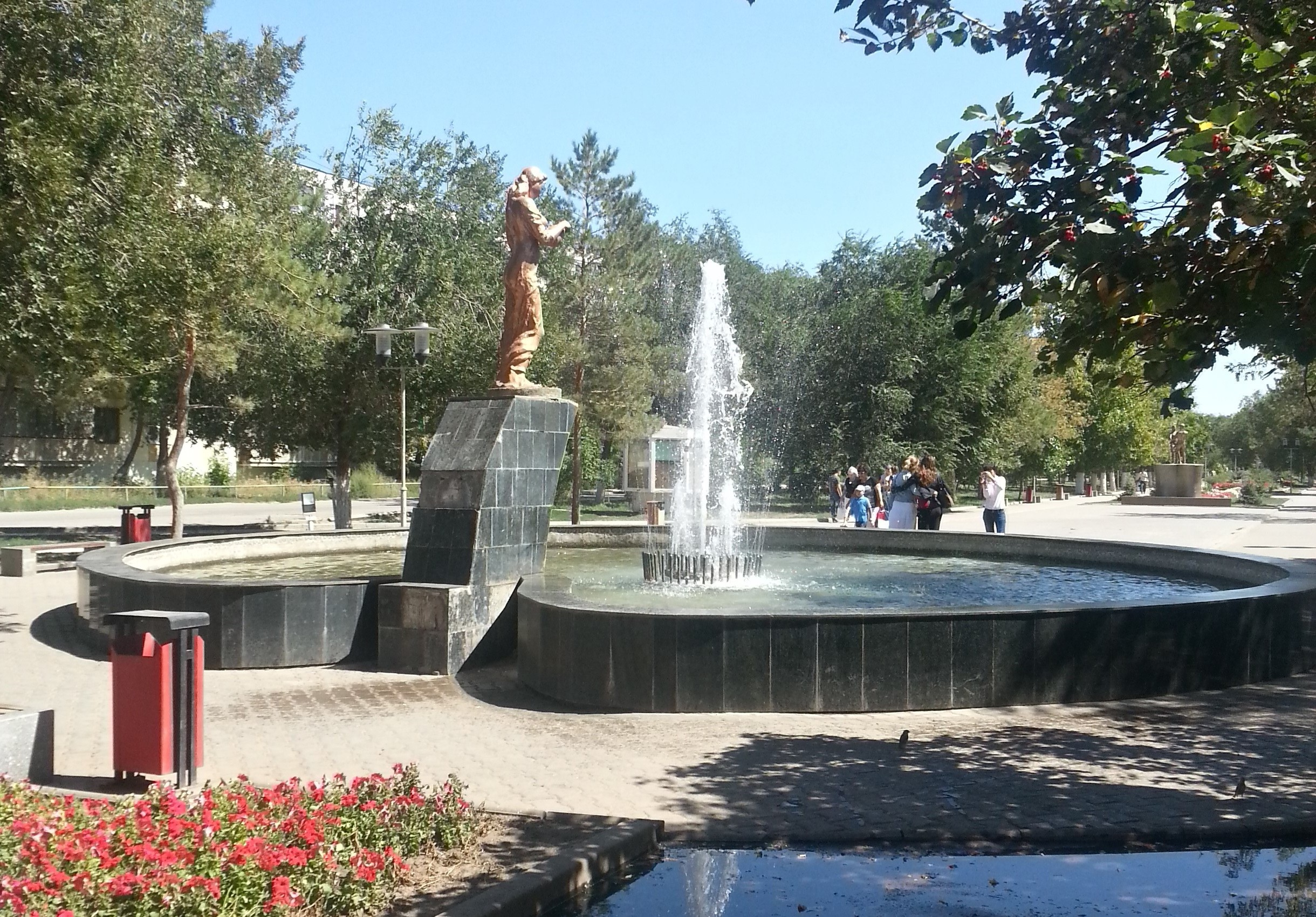
Фонтан и скульптура на Аллее влюблённых

По данным на 2014 год, в ведении Отдела жилищно-коммунального хозяйства, пассажирского транспорта и автомобильных дорог города находится 21 фонтан, в том числе фонтаны на бульваре Абая, возле мечети Нур Гасыр, в сквере шахматистов на проспекте Алии Молдагуловой, в парке Пушкина, на Аллее влюблённых по улице Братьев Жубановых, у Областной филармонии и других местах. Кроме того, на балансе Центрального парка культуры и отдыха имени Первого Президента находятся фонтаны, расположенные на искусственном водоёме на территории парка, фонтаны «Песни Актобе» и «Чаша изобилия» на водно-зелёном бульваре Единства и Согласия.
В 2010 году тогдашний аким города Архимед Мухамбетов обещал, что количество фонтанов в городе возрастёт до 40, а в ближайшие 2—3 года их будет 60, но так и не сдержал своего слова. В 2013 году на реконструкцию фонтанов было выделено 116 млн тенге. Один из ремонтируемых фонтанов был построен всего три года назад, но из-за ошибок проектирования потребовалось обновление коммуникаций.
Фонтаны города функционируют с 10 часов утра до 23 часов вечера, один раз в месяц проводится санитарный день.

### Планетарий

Актюбинский планетарий

Актюбинский планетарий является первым планетарием Казахстана. Долгое время он был единственным в стране. Здание планетария с купольным залом было построено московскими специалистами в Пионерском парке на пересечении улиц Некрасова и Фрунзе, а аппарат фирмы Carl Zeiss подарили жители немецкого города Йены. Первая лекция состоялась 3 января 1967 года. До 2001 года бессменным руководителем планетария был Николай Павлович Зафирис.
Звёздный зал планетария с 10-метровым куполом позволяет продемонстрировать посетителям различные астрономические явления: солнечные и лунные затмения, метеоритные дожди, гало, восход и закат Солнца, панораму Байконура. В этом зале также проводятся лекции по астрономии и космонавтике.
С 1967 по 2012 годы планетарий посетило около 1,5 млн человек. Основными посетителями планетария являются школьники, затем студенты и взрослые.

## Религия

### Религиозные группы

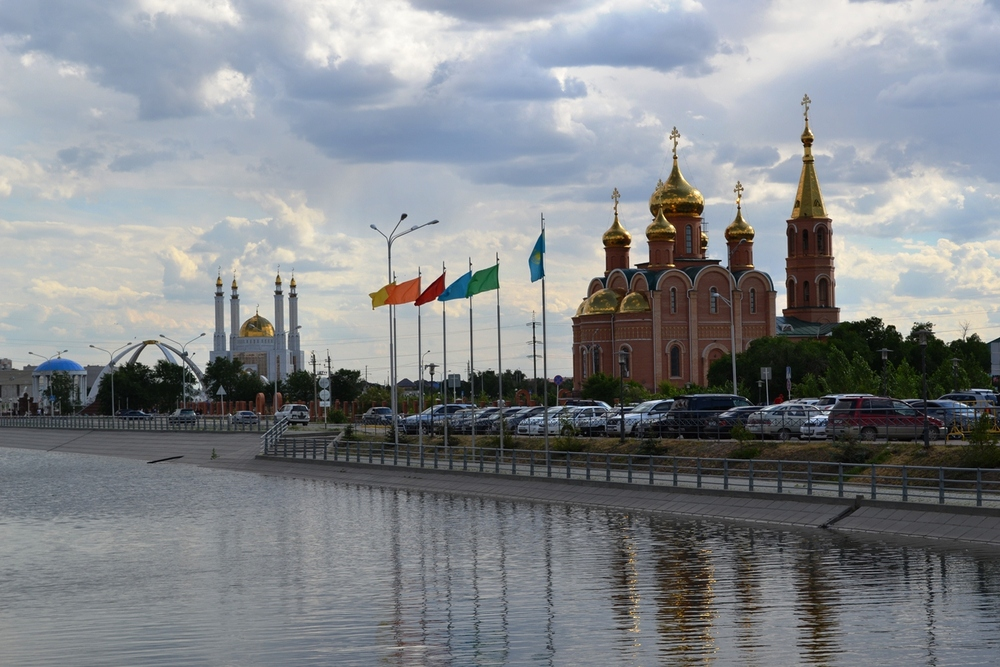
Свято-Никольский кафедральный собор и мечеть «Нур Гасыр»

Основными религиозными группами в городе являются мусульмане и христиане. Перепись населения 2009 года стала первой после переписи 1937 года, когда респондентам был задан вопрос об отношении к религии. Сведения о детальной конфессиональной принадлежности опрашиваемых не собирались, однако можно предположить, что среди мусульман города, как и во всей стране в целом, доминирует суннизм (ханафитский мазхаб), а среди христиан — православие.
Согласно переписи 2009 года, на территории, подчинённой городскому акимату проживало 278 191 мусульман (73,3 % всего населения) и 88 597 христиан (22,6 %), верующих иудеев было 222 человека (0,06 %), буддистов — 306 человек (0,08 %), другие религии назвали 89 человек (0,02 %). Неверующими себя назвали 12 600 человек (3,2 %), 2664 человека (0,7 %) отказались дать ответ о своей религиозной принадлежности. Доля мусульман, христиан, а также неверующих и отказавшихся ответить на вопрос о религии в Актобе близка к средним показателям по области, однако в городе проживает подавляющее большинство иудеев (81 %) и буддистов (86 %) области, а также 69 % тех жителей области, кто указал другие религии.

### Мечети и храмы
На данный момент в городе имеются несколько крупных мечетей (мечеть «Нур Гасыр», Центральная мечеть, мечеть «Нурдаулет»), три православных храма (Святителя Николая Алматинского, Святого Архангела Михаила, Святого равноапостольного великого князя Владимира), католический приход Доброго Пастыря. Помимо них функционируют Церковь адвентистов седьмого дня, церкви и религиозные организации евангельских христиан-баптистов («Истина», «Свет», «Надежда», «Шынайы өмір», «Благословение Отца», «Шанырак»), церковь пятидесятников «Источник жизни», церковь «Новая жизнь», Общество сознания Кришны, община свидетелей Иеговы. У протестантских деноминаций (баптисты, свидетели Иеговы и др.) и кришнаитов (Общество сознания Кришны) иногда возникают конфликты с властями.
Подавляющее большинство мечетей находятся в ведении Духовного управление мусульман Казахстана, а православные храмы объединены под началом Актюбинской епархии Казахстанского митрополичьего округа Русской православной церкви.

### Экстремизм и терроризм
Первый теракт в городе был совершён 24 февраля 2011 года возле тюрьмы КА-168/2, в которой отбывали свой срок трое заключённых, осуждённых вместе с погибшим в Аркалыкской тюрьме при загадочных обстоятельствах Азаматом Каримбаевым за подготовку террористических актов на территории области. 17 мая 2011 года 25-летний житель Актобе Рахимжан Махатов совершил самоподрыв возле Департамента КНБ на почве религиозного экстремизма. Этот инцидент стал первым такого рода терактом в Казахстане. В октябре того же года в Актобе на разные сроки осудили четырёх участников экстремистской группировки, большая часть членов которой была убита
в ходе контртеррористической операции в Темирском районе Актюбинской области. 5 июня 2016 года «радикальные приверженцы нетрадиционных религиозных течений» ограбили два оружейных магазина в разных частях города, затем совершили нападение на воинскую часть 6655 Национальной гвардии. Жертвами террористов стали военнослужащие, полицейские и несколько мирных жителей (см. Теракт в Актобе).
События в Актобе и других городах страны связываются с распространением религиозного экстремизма в массовом сознании. Популярность радикальных ветвей ислама обусловлена комплексом внутренних и внешних факторов.

## Спорт

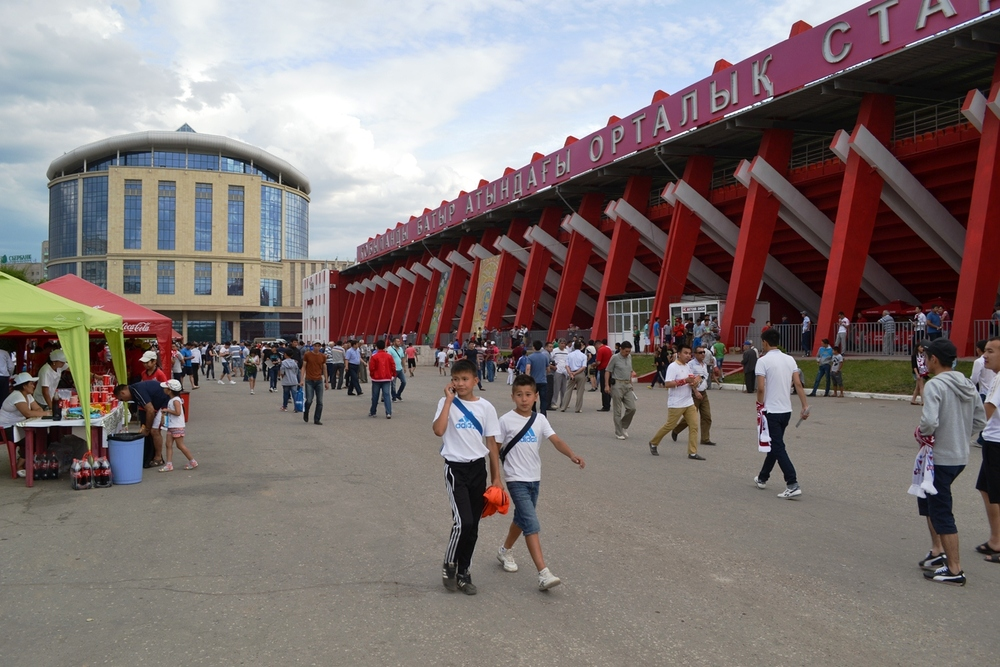
Площадь перед Центральным стадионом перед матчем «Актобе» с клубом «Тараз»

Развитием физической культуры и спорта, подготовкой спортсменов и спортивного резерва в Актобе занимается Управление физической культуры и спорта акимата Актюбинской области. В городе имелось 460 спортивных сооружений по 59 видам спорта, в 2011—2014 годах возле учебных заведений и во дворах жилых домов города было построено 67 спортивных площадок с искусственным покрытием. По официальным данным, 33,3 % жителей Актобе на постоянной основе занимаются спортом и физической культурой.
В городе имеются Центральный стадион, стадион «Авиатор», физкультурно-оздоровительный комплекс АЗФ, теннисный центр, бассейн «Чайка», ипподром, дворец спорта «Коны́с», Центр водных видов спорта «Досты́к» и различные спортивные залы и фитнес-клубы. В отдалённом будущем намечено строительство нового стадиона вместимостью 28—30 тыс. зрителей.

### Футбол
Футбол является одним из самых популярных видов спорта в городе. Фанатами местного клуба «Актобе» была организована известная группа ультрас «13-й сектор». В 2013 году по результатам опроса спортивно-информационного портала Vesti.kz Актобе был признан самым футбольным городом Казахстана. Такое же мнение высказал Михаил Гурман, бывший в то время председателем Профессиональной футбольной лиги страны. Центральный стадион им. Кобланды батыра построен в 1975 году и соответствует стандартам УЕФА. На нём с марта по октябрь проводит матчи городской футбольный клуб «Актобе», который несколько раз подряд становился чемпионом Казахстана и 9 раз был самым посещаемым клубом страны, домашние и выездные матчи клуба в 2014 году посетили 185,7 тыс. зрителей. Финансирование клуба производится из городского бюджета, в 2015 году объём финансирования составил 3 млрд тенге (2,3 млрд тенге в 2010 году). В конце 2015 года выяснилось, что последние 5 лет убытки клуба увеличивались с каждым годом, а полное отсутствие доходов не мешало руководству клуба покупать дорогостоящих легионеров из-за рубежа. В 2019 году футбольный клуб «Актобе» впервые с 1997 года был вынужден покинуть премьер-лигу Казахстана и опустился в первую лигу.

### Другие виды спорта
Помимо футбола, популярностью пользуются бокс и различные боевые искусства. В городе действуют 11 ДЮСШ для подготовки юных спортсменов по таким видам спорта как: бокс, греко-римская борьба, дзюдо, фехтование, шахматы, велосипедный спорт, волейбол, баскетбол, лёгкая атлетика,бразильское джиу-джитсу и многие другие.
С Актобе вышло наибольшее количество титулованных бойцов MMA:
- Жанибек Тыныштык;
- Багдат Жубаныш

Для любителей зимних видов спорта доступно 10 хоккейных площадок и 25 катков. В микрорайоне Батыс-2 построен новый ледовый дворец, в котором выступает хоккейный клуб «Актобе». Также в 11 микрорайоне открылся крытый ледовый бокс для ДЮСШ.

## Образование и наука

### Уровень образованности
Согласно данным национальной переписи 2009 года, 80 115 человек (20,5 %) из 391 669 жителей города Актобе имели высшее образование. Незаконченное высшее, среднее специальное и начальное профессиональное образование имели 15 383 (3,9 %), 106 138 (27,1 %) и 6426 (1,6 %) человек соответственно. Число тех, кто ограничился начальным, основным средним и общим средним образованием, составило 27 870 (7,1 %), 31 533 (8,1 %) и 64 439 (16,1 %) человек соответственно.

### Школьное образование

Школа № 16 в Актобе

К 1886 году в городе имелась всего одна двухклассная русско-киргизская школа с 53 учениками (23 русских и 30 киргизов). В 1891 году была открыта церковно-приходская школа. По состоянию на 2019 год в городе функционировали 83 дневных и две вечерние общеобразовательных школы, где обучались 82 208 учеников (для сравнения: 35 школ и 27 тыс. учеников в 1969 году). Большинство школьников обучаются в две смены. Проблема трёхсменных школ, число которых возросло в 2010—2012 годах, в 2014 году была решена на 95 % по официальным данным. Одной из школ, где до сих пор ведётся обучение в три смены, является школа № 18, где обучаются 595 школьников при норме в 160 учащихся. Для решения этой проблемы были построены три школы в жилых массивах Украинка, Курашасай и Беккул-баба и возведены три пристройки к уже существующим школам.
Оснащённость школ современными предметными кабинетами, способствующими повышению эффективности учебных занятий, находится на неудовлетворительном уровне. Наблюдается инертное отношение отделов образования города по созданию надлежащих материально-технических условий для физического доступа и обучения детей с ограниченными возможностями развития в массовых организациях образования.
Несмотря на то, что по Закону Республики Казахстан «Об образовании» государство должно обеспечивать учащихся учебниками, в прошлом их на всех не хватало. Бесплатные учебники в первую очередь выделялись для детей из многодетных, малоимущих семей и сирот, число которых составляет около 3—3,5 тыс. В 2016 году было объявлено, что практически все учащиеся школ города были обеспечены учебниками, за исключением 2-х, 7-х и 9-х классов. Также имеются проблемы с переполненностью классов, в некоторых из них обучаются 35 детей при норме в 25 учеников.

### Дошкольное образование
Число дошкольных организаций в 2014 году достигло 90, их посещают 18 906 детей (43 и 11 775 соответственно в 2009 году). В 2014 году в городе было зарегистрировано 63 тыс. детей до 7 лет, а в очереди на детские сады стояло около 24 тыс. детей. Проблемы дошкольного образования, в основном, связаны с тем, что количества мест в детских садах не хватает на всех желающих. Минимальное число учащихся в группах достигает 40 детей, иногда в них набираются больше 60 детей. Несколько зданий бывших детских садов находятся во владении других государственных учреждений, их планируется возвращать обратно.

### Высшее и профессионально-техническое образование
В городе имеются шесть высших учебных заведений и 27 профессионально-технических учебных заведений. В 2009 году в них обучались 20 470 и 18 060 человек соответственно.
Актюбинский региональный государственный университет имени К. Жубанова (АРГУ) был образован на базе Актюбинского педагогического института, основанного в 1958 году. Западно-Казахстанский государственный медицинский университет имени Марата Оспанова (ЗКГМУ) был открыт в 1997 году на базе Актюбинского государственного медицинского института и готовит кадры не только для Актюбинского региона, но и для Западно-Казахстанской, Кызылординской и Костанайской областей Казахстана. Также в городе расположены филиалы Алматинской академии экономики и статистики и Европейского университета.

### Наука и инновации
Актобе — крупный научный центр. Согласно данным Департамента статистики Актюбинской области (2009 год), объём научно-технических работ в городе достиг 336 млн тенге (440 млн тенге по области). Затраты на исследования и разработки составили 476 млн тенге (489 млн тенге по области), в том числе: на фундаментальные исследования — 8 млн тенге, на прикладные исследования — 465 млн тенге, на научно-технические услуги — 2 млн тенге. Предприятия города создали 20 новых технологий и технических объектов.
Уровень внедрения новшеств в производство является низким: 290 из 303 предприятий города не имели никаких инноваций (инновационная активность 4,3 %). Объём инновационных продукций и услуг составил 1 893 742 тыс. тенге (4 428 289 тыс. тенге по области) и 885 625 тыс. тенге соответственно. На технологические новшества предприятия города затратили 909 147 тыс. тенге, что существенно ниже показателей прошлых лет.

## Здравоохранение

Консультационно-диагностическая поликлиника № 2 в старой части города

Регулированием охраны здоровья граждан, медицинской и фармацевтической науки и образования, обращения лекарственных средств, контроля за качеством медицинских услуг в Актобе и Актюбинской области занимается Управление здравоохранения акимата области. Все областные, городские и районные лечебно-профилактические учреждения, организации и предприятия здравоохранения подведомственны Управлению.
Первая городская больница открылась в 1912 году. По данным на 2019 год, в городе действовало 28 больничных учреждений и 143 амбулаторий и поликлиник, в которых работали 2281 врачей и 4002 человека медицинского персонала. При растущей численности населения количество врачей и медперсонала осталось практически на том же уровне, что и в 2018 году.
Актюбинские медики имеют возможность лечить различные виды заболеваний, в том числе заболевания сердца и почек. В 2014 году в областной больнице впервые были проведены операции по трансплантации донорских почек пациентам с почечной недостаточностью.

## Преступность и пенитенциарная система

### Преступность

Статуя Фемиды перед зданием Актюбинского областного суда

Бо́льшая часть преступлений, совершённых в Актюбинской области, приходится на город Актобе. Самыми криминогенными местами города являются районы возле железнодорожного вокзала и Центрального рынка. В 2009 году в городе было совершено 2774 уголовных преступлений (раскрыто 1807). К 2019 году этот показатель достиг 8337 преступлений. Ежедневно охраной общественного порядка в городе занимаются более 150 сотрудников полиции.
Рост числа преступлений связывается не с общим ухудшением криминогенной ситуации в городе, а с тем, что в предыдущие годы показатели преступности намеренно приукрашивались ради улучшения статистики. В 2012 году было установлено 93 преступления, скрываемые сотрудниками Отдела внутренних дел города Актобе. Все виновные были привлечены к строгой дисциплинарной ответственности.
Основными причинами преступности среди подростков города являются конфликты между местными и приезжими студентами, между учащимися старших курсов и первокурсниками. Школьники и студенты, в основном, совершают кражи, грабежи и разбои, иногда — хулиганство и убийства, нередки случаи вымогательства денег у учащихся школ. Профилактика преступности среди подростков организована на неудовлетворительном уровне.
| Число зарегистрированных преступлений | Число зарегистрированных преступлений | Число зарегистрированных преступлений | Число зарегистрированных преступлений | Число зарегистрированных преступлений | Число зарегистрированных преступлений | Число зарегистрированных преступлений | Число зарегистрированных преступлений |
| 2009                                  | 2010                                  | 2011                                  | 2012                                  | 2013                                  | 2014                                  | 2018                                  | 2019                                  |
| ------------------------------------- | ------------------------------------- | ------------------------------------- | ------------------------------------- | ------------------------------------- | ------------------------------------- | ------------------------------------- | ------------------------------------- |
| 3259                                  | ↗3315                                 | ↗5968                                 | ↗10 656                               | ↗16 305                               | ↘13 950                               | ↘11 847                               | ↘8337                                 |

### Пенитенциарная система
В городе расположено четыре исправительных учреждения: следственный изолятор КА-168/1 (в народе — «пятёрка»), тюрьма КА-168/2 («шестёрка»), КА-168/3 в Промзоне и КА-168/4.
В исправительных учреждениях города нередки случаи беспорядков со стороны заключённых и их родственников. В 2013 году трое человек были осуждены на сроки от 5 до 15 лет за организацию бунта в «пятёрке» 11 июля 2012 года. В ходе этого инцидента 20 человек совершили членовредительство, был причинён ущерб в размере 540 тыс. тенге. В ноябре 2013 года распространились слухи об избиении заключённых и вводе войск на территорию тюрьмы КА-168/2. У ворот учреждения собралось множество родственников отбывающих наказание. 26 человек были привлечены к административному наказанию, 15 из них были арестованы на 15 суток. Точно такая же ситуация сложилась 1 июня 2012 года, когда распространились аналогичные слухи. Также имели место коррупционные скандалы, связанные с руководством этих учреждений.

## Экстренные службы

### Пожарная охрана
До недавнего времени в городе насчитывалось всего две пожарные части на ул. Тургенева (№ 1) и ул. Гришина (№ 26). Штат самой крупной пожарной части № 1 составлял 75 пожарных. 15 декабря 2015 года состоялось открытие новой пожарной части на пр. Санкибай-батыра. Число её сотрудников составляет 150 человек. В будущем планируется открытие пожарной части в новом районе Нур Актобе, для чего выделен участок в 1,5 га.

### Скорая медицинская помощь
Первая станция скорой медицинской помощи в Актобе появилась в 1927 году. К началу Великой Отечественной войны в городе уже было 3 станции скорой помощи и 4 санитарных автомобиля. В 1960 году число сотрудников скорой помощи составляло всего 18 человек. К 1981 году число сотрудников возросло до 73 врачей и 94 сотрудников медицинского персонала, количество автомобилей скорой помощи достигло 15 единиц. В 2012 году на городской станции скорой помощи работало 77 врачей, 195 фельдшеров и 144 водителя, всего около 500 человек. По состоянию на 2015 год в городе насчитывается 33 бригады скорой помощи: 8 реаниматологических, 7 педиатрических и 18 фельдшерских. Имеются четыре подстанции скорой помощи в различных частях города. В среднем в службу скорой помощи ежедневно обращаются около 500 раз, а в наиболее загруженные дни число вызовов доходит до 700—800 в день. Для того, чтобы сократить время ожидания врачей скорой помощи до 15 минут, введены дополнительные бригады, которые будут принимать вызовы в самые загруженные часы.

## Средства массовой информации

### Печатные СМИ
Первое местное печатное издание журнал «Актюбинский городской вестник» издавался с марта 1913 года до 1915 года. Тираж первого номера составил 50 экземпляров. Редактором и издателем журнала был Василий Иванович Мощёнский, потомок первых переселенцев и первый выборный городской староста Актюбинска.
Старейшей из ныне существующих газет Актобе является «Актюбинский вестник», который издаётся с 19 июня 1918 года. Тираж «Актюбинского вестника» в 2009 году составил 11 500 экземпляров. Газета «Актобе» (каз. «Ақтөбе» газеті) издаётся с 7 июня 1924 года и за это время сменила несколько разных названий: «Кедей» (1924—1930), «Алға» (1930—1932), «Социалистік жол» (1932—1962), «Батыс Қазақстан» (1962—1965), «Коммунизм жолы» (1965—1990).
Согласно исследованиям Taylor Nelson Sofres (2012), самыми популярными печатными изданиями города являются две русскоязычные газеты «Эврика» и «Диапазон» (издаётся с 1996 года), с аудиторией в 112,3 тыс. (38 %) и 107,8 тыс. (36,5 %) человек соответственно. Вслед за ними идут газеты «Диапазон Среда» (41,2 тыс., 14 %), «Из рук в руки» (29 тыс., 9,8 %), «Караван» (22,8 тыс., 7,7 %), «Актюбинский вестник» (19 тыс., 6,4 %), журнал «Лиза» (18 тыс., 6,1 %), «Аргументы и факты» (16,4 тыс., 5,6 %), «Актобе» (14,5 тыс., 4,9 %) и др.

### Телевидение
В 1960 году был создан первый телевизионный центр в городе. В том же году начался регулярный показ телевизионных программ, 28 октября вышла в свет первая передача Актюбинской студии. После распада Советского Союза эта телестудия стала филиалом РТРК «Казахстан» с названием «Казахстан-Актобе».
Первым и единственным независимым телеканалом Актобе является «Рика ТВ», который вещает с 31 декабря 1991 года. В городе также расположен филиал 31 канала «31 канал-Актобе». Актюбинцам для бесплатного просмотра доступно 11 аналоговых телеканалов: «Первый канал Евразия», 24KZ, «Хабар», «Казахстан», «Казахстан-Актобе», «Рика ТВ», «31 канал», «Седьмой канал», «НТК», «КТК», «Астана». В ходе исследования Taylor Nelson Sofres (2012) выяснилось, что наибольшую аудиторию в городе имеет канал «Рика ТВ», 49,8 % респондентов признались, что смотрели его за день до опроса. Более скромные показатели у республиканских каналов (32,1 % у «КТК», 30,6 % у «Хабара», 30,4 % у «Первого канала Евразия») и местного «Казахстан-Актобе» (29,4 %).
Цифровое телевидение в городе было запущено в декабре 2013 года. Жителям для просмотра доступно 26 цифровых телеканалов. Аналоговое телевидение было отключено в 2015 году.

### Радиостанции
Первая радиостанция на территории Казахстана появилась в 1912 году в Форт-Александровске, а к 1920 году станция радиосвязи появилась в Актюбинске. В 1995 году начала вещать радиостанция «Рифма» (68,27 МГц) — первая независимая радиостанция города. 26 июня 2002 года радиостанция прекратила свою деятельность в связи с отзывом лицензии на вещание по решению Актюбинского областного суда.
Согласно исследованию Taylor Nelson Sofres (2016), среднесуточная аудитория радиослушателей составила 305,91 тыс. человек. Наиболее популярными оказались «Радио Ретро» (49,21 тыс.), «Русское Радио Азия» (38,52 тыс.) и «Актобе Радио» (32,74 тыс.).
Радиостанции города:
| Частота   | Название           | Холдинг                            |
| --------- | ------------------ | ---------------------------------- |
| 91,7 МГц  | Народное радио     | ТОО Алма-Ата 777                   |
| 100,6 МГц | Русское радио Азия | FM Продакшн                        |
| 101,4 МГц | Актобе радио       | Медиа-группа «РИКА»                |
| 102,2 МГц | Казахское радио    | РТРК «Қазақстан»                   |
| 102,7 МГц | Ретро FM Казахстан | Alash Media group                  |
| 103,1 МГц | Love Radio Актобе  | Musan Group                        |
| 103,8 МГц | Радио NS Актобе    | ТРК «Радио NS — национальная сеть» |
| 104,7 МГц | Радио Тандем       | ТРК «Тандем»                       |
| 105,2 МГц | Авторадио          | Авторадио Казахстан                |
| 105,7 МГц | Радио Шалкар       | РТРК «Қазақстан»                   |
| 106,3 МГц | Жулдыз FM          | FM Продакшн                        |
| 106,8 МГц | Ретро FM           | FM Продакшн                        |

### Финансирование
По данным на 2012 год, 93 % всех казахстанских СМИ финансировались государством, а общее количество выделенных средств составило 22,75 млрд тенге. Ряд СМИ Актюбинской области от властей региона в общей сложности 244,64 млн тенге: 74,47 млн тенге ТОО «Шамшырак» (газеты «Актобе» и «Актюбинский вестник»), 55,49 млн тенге телекомпания «Казахстан-Актобе», 18,03 млн тенге медиахолдинг «Рика» («Актобе Радио», телеканал «Рика ТВ», газета «Эврика»), 10 млн тенге ТОО «Нур-Медиа» (газеты «Айкын» и «Литер»), 5 млн тенге ТОО First (газета «Керек инфо»), 5 млн тенге газета «Жас Алаш», 5 млн тенге газета «Егемен Казакстан» и 71,64 млн тенге другие средства массовой информации Актюбинской области. Единственной газетой Актобе, не выполняющей государственный заказ, является газета «Диапазон».

## Связь

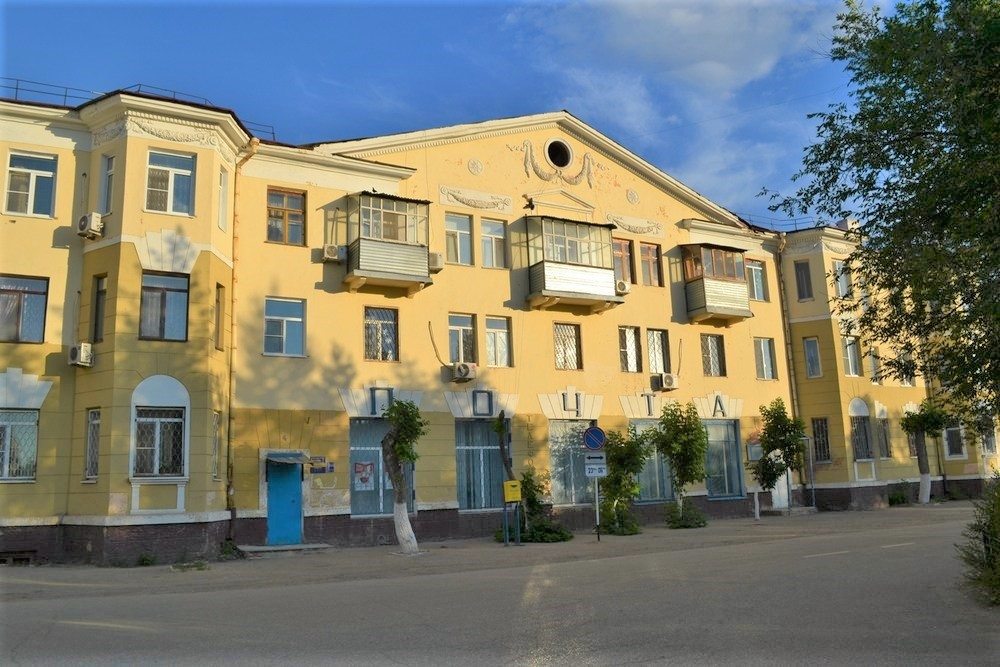
Почтовое отделение № 7

### Почта
Первое почтовое отделение связи на территории Казахстана появилось в 1860 году в городе Верном (совр. Алма-Ата), а первая почтовая станция в Актобе появилась в 1881 или 1882 году. Крупнейшим почтовым оператором в городе является АО «Казпочта». На данный момент, помимо центрального областного филиала (почтовый индекс 030000), по всей территории города расположено 21 отделение «Казпочты» (диапазон индексов: 030001—030021).

### Стационарная связь
В Актобе шестизначные телефонные номера. Код города — 7132. По данным на 1 января 2003 года, всего в городе было зарегистрировано 63 530 телефонных номеров. Планировалось, что к 2008 году этот показатель достигнет отметки в 86 500 номеров, а к 2015 году — 113 500 номеров.
Телеграфная связь в Актюбинской области появилась в 1928 году. 19 марта 1932 года на базе Актюбинской окружной конторы связи была образована Актюбинская областная дирекция телекоммуникаций. В конце 1990-х — начале 2000-х годов начался переход на цифровые станции. Актобе стал вторым городом страны, полностью перешедшим на цифровую телекоммуникационную сеть. В 2008 году в городе была реализована возможность доступа к беспроводной сети CDMA, что позволило обеспечить телефонной связью пригородные районы Актобе. Согласно генеральному плану города, намечается увеличение ёмкости существующих АТС, строительство электронных АТС и телефонной канализации в направлении новых районов города и перекладка воздушных линий в кабельную канализацию.
Основной оператор стационарной телефонной связи Актюбинская областная дирекция телекоммуникаций АО «Казахтелеком». Также действуют несколько операторов стационарной связи: ТОО «Свим», АО «Актобетранстелеком», АО Nursat, ТОО «Аксиком», ТОО Astrix Telecom Company.
В 1999 году в городе были установлены первые таксофоны. По данным на 2017 год, в Актобе насчитывалось 66 таксофонов, воспользоваться которыми можно только с помощью специальных карт. Несмотря на падение числа пользователей в связи с повсеместным распространением мобильных телефонов, «Казахтелеком» не намерен в ближайшем будущем избавляться от таксофонов на улицах города.

### Пейджинговая связь
В 1996 году компания «Алси» открыла пейджинговую сеть «Алси-Азия-Пейдж», в которую были объединены 25 городов Казахстана, в том числе Актобе. В начале 2000-х годов пейджеры, в связи с распространением сотовых телефонов и снижением стоимости услуг мобильной связи и SMS практически исчезли из обихода.

### Сотовая связь
Услуги сотовой связи в городе предоставляют несколько республиканских операторов: АО «Кселл» (Kcell и Activ); ТОО «КаР-Тел» (бренд Beeline Казахстан); ТОО «Мобайл Телеком-Сервис» (Tele2 Казахстан и Altel), а также виртуальный оператор izi. Все перечисленные операторы поддерживают технологии мобильной связи третьего (3G/UMTS) и четвёртого поколения (4G/LTE) и оказывают услуги по предоставлению мобильного интернета (см. раздел «Интернет»).
С 1994 по 1999 годы АО «Алтел» имело эксклюзивные права на предоставление услуг мобильной связи в Казахстане. К 2000 году сотовая связь была доступна в 10 крупных городах страны, в том числе в Актобе. После аннулирования эксклюзивных прав АО «Алтел» Правительством Казахстана был организован тендер и на рынке услуг сотовой связи появились другие операторы.
15 мая 2014 года АО «Алтел» (дочерняя компания «Казахтелекома»), запустило первую в Казахстане мультитехнологическую сеть 4G/3G/2G в нескольких городах страны, в том числе в Актобе.

### Интернет
Основной интернет-провайдер в городе, как и в целом по Казахстану, АО «Казахтелеком» (Megaline, iD TV, iD Net). Также услугами предоставления мобильного и проводного интернета занимаются провайдеры 2 Day Telecom (ТОО 2 Day Telecom), «Astel» (АО Astel), «Beeline» (ТОО «КаР-Тел»), DigitalTV (ТОО Digital TV), Altel 4G (АО Altel), Kcell (АО Kcell), Nursat (АО Nursat), RB-K (ТОО «Радиобайланыс») и др. Своими собственными каналами передачи данных располагают АО «Казахтелеком», АО Astel, АО Nursat и несколько других компаний, а остальные провайдеры арендуют каналы у компаний первого уровня.
Число пользователей интернета в Актюбинской области в 2014 году достигло 75,6 тыс. человек (69,2 тыс. в 2013). С долей в 3,6 % от общего числа пользователей актюбинский регион находится на 11 месте по стране. По итогам национальной переписи 2009 года стало известно, что 97 746 жителей города Актобе (77 % от общеобластных показателей) умели пользоваться Интернетом и электронной почтой.
Из-за того, что большинство сетей было построено в 1980-х годах, у жителей окраинных районов города имеются проблемы со скоростью доступа к интернету. Для решения этой проблемы ведётся строительство оптоволоконных сетей.

## Комментарии
1. ↑  В настоящее время в черте города находятся оба берега Илека, хотя изначально город был основан на левом берегу.
2. ↑  Город был центром Актюбинского уезда с 1891 по 1921 год, когда он был упразднён. В 1922 году его восстановили в составе Актюбинской губернии.
3. ↑  Здесь и далее по тексту приводится средний курс валют на указанный год.
4. ↑  Телеканал «Ел Арна» прекратил вещание в 2014 году[358]
5. ↑  По другим данным: в 1961 году[359]
6. ↑  Отдельной статистики по городу нет.